# Liste der Biografien/Wern
Liste der Biografien |
Portal Biografien |
Personensuche
# |
A |
B |
C |
D |
E |
F |
G |
H |
I |
J |
K |
L |
M |
N |
O |
P |
Q |
R |
S |
T |
U |
V |
W |
X |
Y |
Z |
?
 
Wa |
Wc |
Wd |
We |
Wh |
Wi |
Wj |
Wl |
Wn |
Wo |
Wr |
Ws |
Wt |
Wu |
Ww |
Wy |
Wz
 
Wea |
Web |
Wec |
Wed |
Wee |
Wef |
Weg |
Weh |
Wei |
Wej |
Wek |
Wel |
Wem |
Wen |
Weo |
Wep |
Wer |
Wes |
Wet |
Weu |
Wev |
Wew |
Wex |
Wey |
Wez
 
Wera |
Werb |
Werc |
Werd |
Were |
Werf |
Werg |
Werh |
Weri |
Werj |
Werk |
Werl |
Werm |
Wern |
Wero |
Werp |
Werr |
Wers |
Wert |
Weru |
Werv |
Werw |
Wery |
Werz
Die Liste der Biografien führt alle Personen auf, die in der deutschsprachigen Wikipedia einen Artikel haben. Dieses ist eine Teilliste mit 729 Einträgen von Personen, deren Namen mit den Buchstaben „Wern“ beginnt.

## Wern
- Wern, Sonny, niederländischer DJ und Musikproduzent

### Werna
- Wernadskaja, Marija Nikolajewna (1832–1860), russische Politökonomin
- Wernadski, Georgi Wladimirowitsch (1887–1973), russisch-US-amerikanischer Historiker
- Wernadski, Wladimir Iwanowitsch (1863–1945), russischer Geologe, Geochemiker und Mineraloge, einer der Begründer der Geochemie, der Radiogeologie und der BiogeochemieWladimir Iwanowitsch Wernadski (1863–1945)

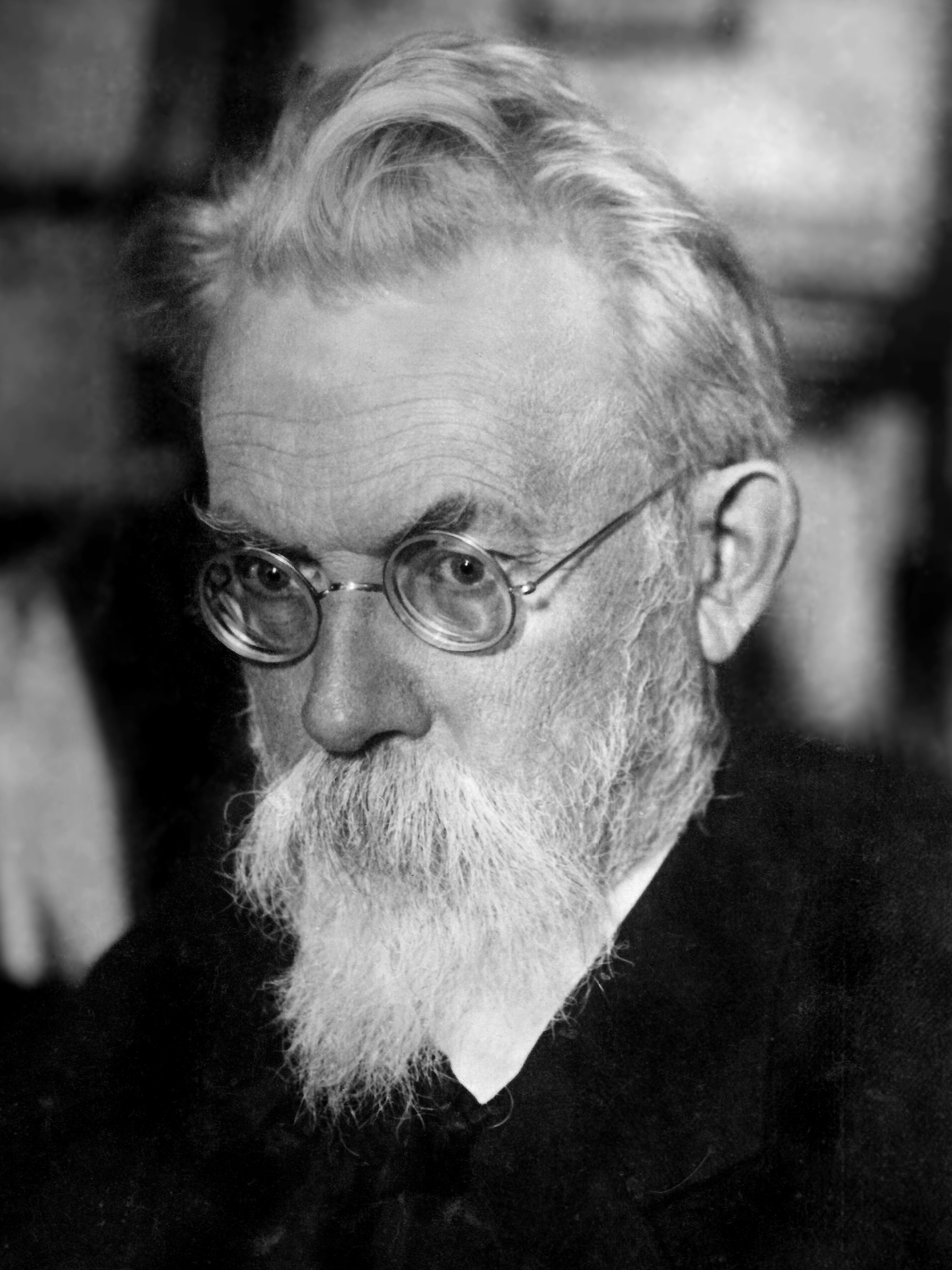
Wladimir Iwanowitsch Wernadski (1863–1945)

- Wernath, Fritz (1899–1964), deutscher Gewerkschafter und Politiker
- Wernau, Dietrich von, Ritter im Deutschen Orden
- Wernau, Jakob von († 1533), Offizier
- Wernau, Johann Conrad von († 1553), württembergischer Ritter und Student
- Wernau, Johannes von, Ritter im Malteserorden
- Wernau, Konrad Wilhelm von (1638–1684), Fürstbischof von Würzburg
- Wernau, Pilgrim II. von († 1451), Fürstabt des Fürststifts Kempten
- Wernau, Veit Gottfried von (1601–1649), Domherr im Hochstift Würzburg und Hochstift Bamberg
- Wernau, Wilhelm von, Ritter im Deutschen Orden

### Wernb
- Wernbacher, Kurt († 2020), österreichischer Funktionär und Aktiver im Eisstocksport, Redakteur und Buchautor
- Wernberg-Møller, Preben (1923–2016), dänisch-britischer Semitist und Qumranforscher
- Wernberger, Erasmus Ludwig (1747–1795), deutscher Mediziner
- Wernblom, Magnus (* 1973), schwedischer Eishockeyspieler
- Wernbloom, Pontus (* 1986), schwedischer Fußballspieler

### Wernd
- Werndl von Lehenstein, Erhard (1932–2020), deutscher Künstler, Gehörlosenpädagoge und Genealoge
- Werndl, Benjamin (* 1984), deutscher DressurreiterBenjamin Werndl (* 1984)

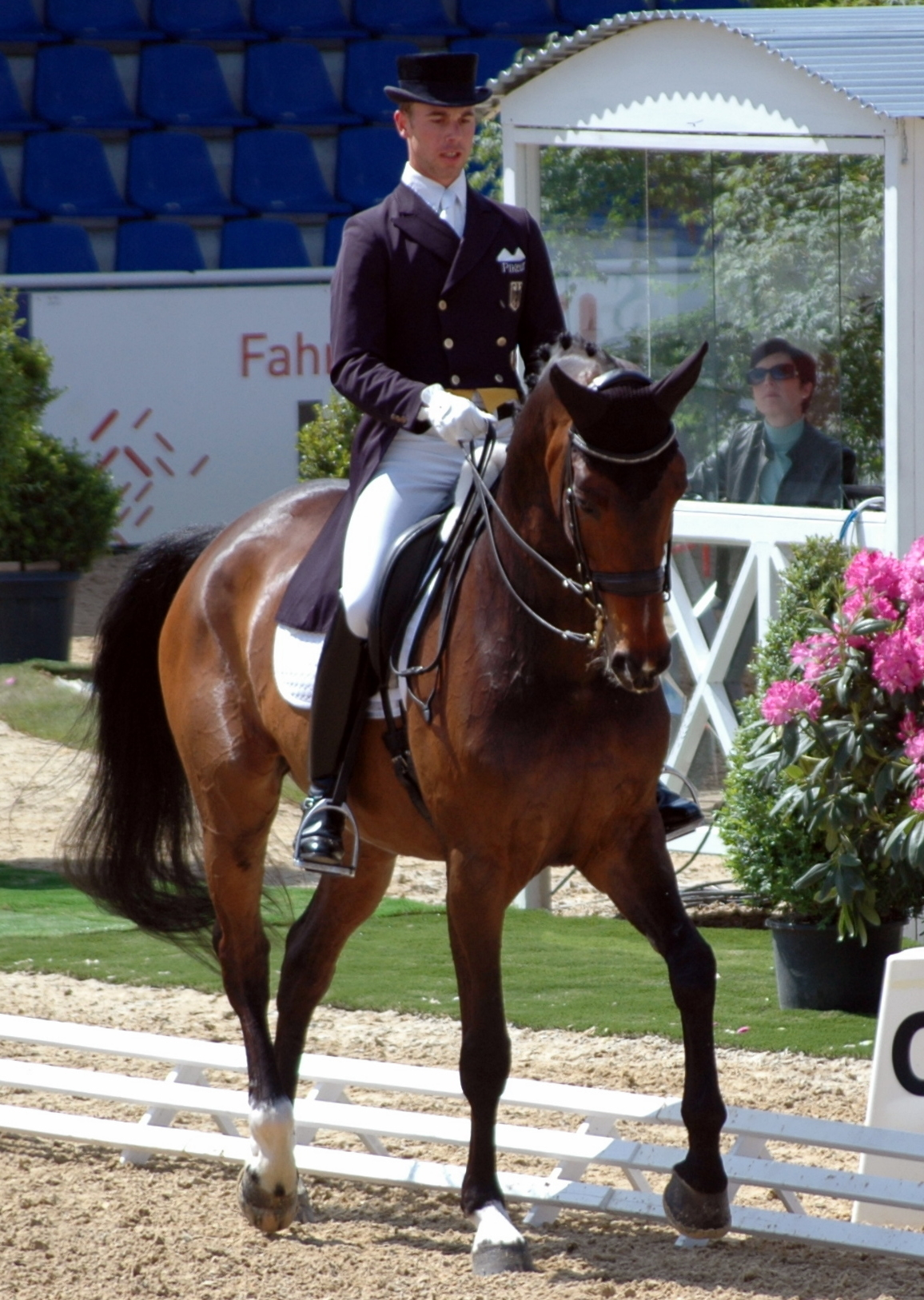
Benjamin Werndl (* 1984)

- Werndl, Ernst (1886–1962), österreichischer Pionier der Filmtechnik
- Werndl, Johann (1887–1938), österreichischer Politiker (SDAP), Landtagsabgeordneter
- Werndl, Josef (1831–1889), österreichischer Waffenproduzent
- Werndl, Joseph (1929–2022), österreichischer Pädagoge und Komponist
- Werndl, Leopold (1797–1855), österreichischer Waffenproduzent
- Werndl, Peter (* 1947), deutscher Jurist
- Werndl-Schollenried, Ernst-Moritz (1893–1989), deutscher Landschaftsmaler, Vertreter der Münchner Schule
- Werndly, Georg Heinrich (1693–1744), deutscher Missionsprediger und außerordentlicher Professor für orientalische Sprachen
- Werndorff, O. F. (1880–1938), österreichischer Filmarchitekt

### Werne
- Werne, Ferdinand († 1874), deutscher Philhellene, Diplomat und Forschungsreisender

#### Werneb
- Werneburg, Adolf (1813–1886), deutscher Namenforscher und Oberforstmeister in Heiligenstadt und Erfurt
- Werneburg, Conrad von (1847–1909), preußischer General der Infanterie
- Werneburg, Joachim (* 1953), deutscher Schriftsteller
- Werneburg, Johann Friedrich Christian (1777–1851), deutscher Mathematiker
- Werneburg, Ralf (* 1958), deutscher Paläontologe
- Werneburg, Walter (1922–1999), deutscher Maler

#### Wernec
- Werneck, Catia (* 1962), brasilianische Popjazz- und Bossa-Sängerin
- Werneck, Franz von (1748–1806), österreichischer Feldmarschallleutnant
- Werneck, Jurema (* 1961), brasilianische Ärztin und Menschenrechtsaktivistin
- Werneck, Reinhard von (1757–1842), bayerischer Generalleutnant, Direktor des Englischen Gartens in München
- Werneck, Tom (* 1939), deutscher Spielexperte und Buchautor
- Wernecke, August (1801–1872), preußischer Generalmajor
- Wernecke, Dieter (1936–1980), deutscher Schauspieler
- Wernecke, Horst (1933–2021), deutscher Lehrer und niederdeutscher Schriftsteller
- Wernecke, Jochim († 1604), Lübecker Bildschnitzer der Spätrenaissance
- Wernecke, Karl (1885–1945), deutscher Kommunalpolitiker
- Wernecke, Lars (* 1966), deutscher Theaterautor, Regisseur und Oberspielleiter
- Wernecke, Mathis (* 2006), deutscher Schauspieler
- Wernecke, Richard (1881–1934), deutscher sozialdemokratischer Partei- und Arbeitsportfunktionär

#### Wernek
- Werneke, Frank (* 1967), deutscher GewerkschaftsführerFrank Werneke (* 1967)

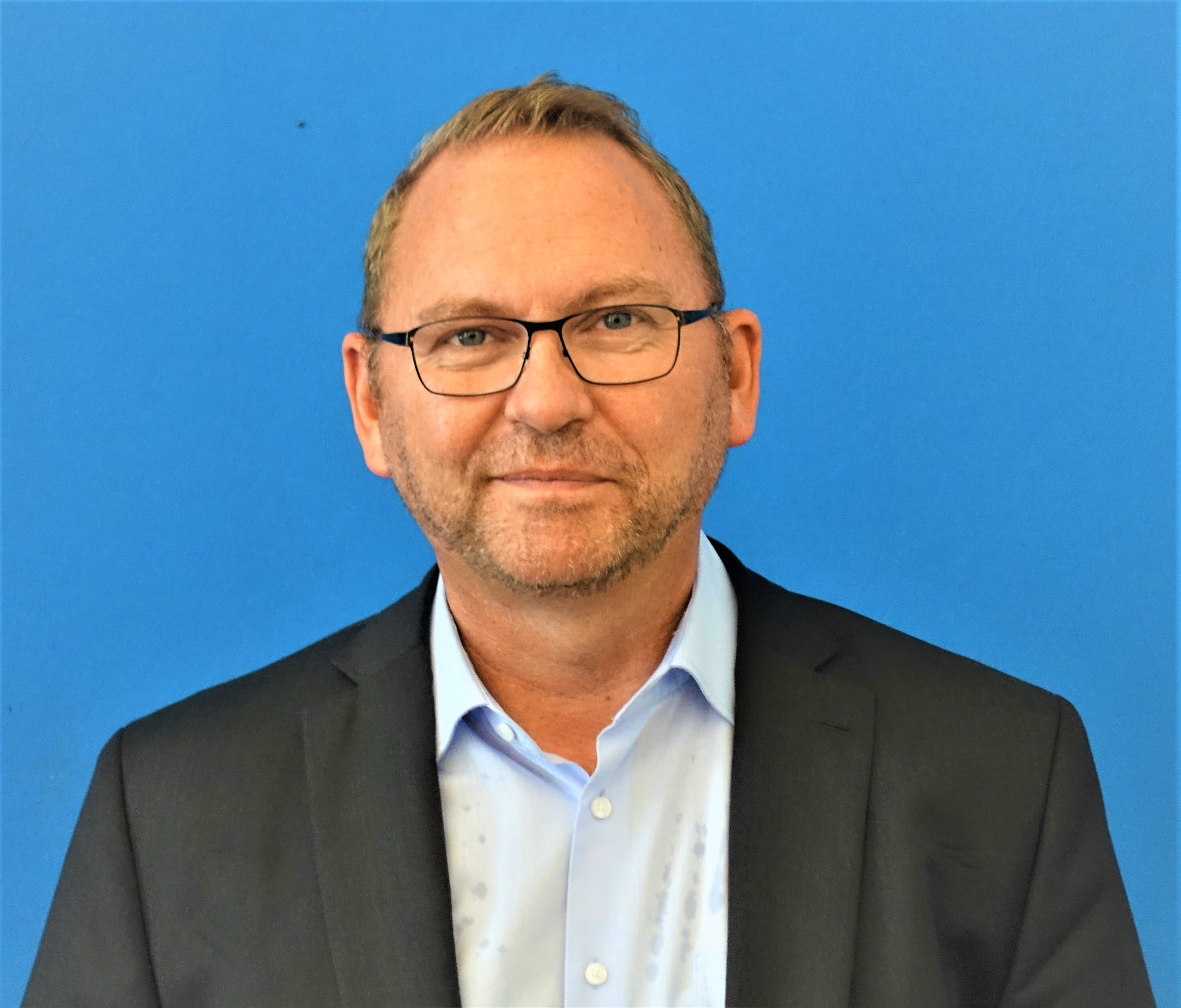
Frank Werneke (* 1967)

- Werneke, Franz (1906–1989), deutscher Maler, Zeichner, Grafiker, Illustrator Glas- und Mosaikkünstler
- Wernekinck, Franz (1764–1839), deutscher Arzt und Botaniker
- Wernekinck, Friedrich Christian Gregor († 1835), deutscher Mediziner und Naturwissenschaftler
- Wernekinck, Sigismund (1872–1921), deutscher Bildhauer
- Wernekink, Lotte (1897–1976), deutsche Grafikerin und Schulleiterin
- Wernekke, Hugo (1846–1929), deutscher Pädagoge in Weimar

#### Werner
- Werner, Graf im Nahegau, Speyergau und Wormsgau, erster historisch fassbarer Salier
- Werner († 973), Graf im Zülpichgau und im Hennegau
- Werner († 1224), Abt
- Werner († 1317), Bischof von Lavant

###### Werner I
- Werner I. († 1068), Abt im Kloster St. Blasien
- Werner I. († 814), Präfekt des Ostlandes
- Werner I. († 1040), Graf von Winterthur, Gaugraf im Hessengau, Reichsbannerträger
- Werner I. (1030–1096), dritter Sohn des Radbot von Habsburg
- Werner I., Graf von Battenberg und Wittgenstein
- Werner I., Adliger des Hauses Falkenstein
- Werner I. von Habsburg († 1028), Bischof von Straßburg
- Werner II. († 1167), Graf von Habsburg
- Werner II. († 1053), Graf von Maden (Hessengau) und im Neckargau
- Werner II. von Achalm († 1077), Geistlicher, Bischof von Straßburg
- Werner II. von Alvensleben, Burgherr auf Gardelegen, Kurfürstlich Brandenburgischer Rat und Hofmarschall
- Werner II. von Battenberg, Graf von Battenberg und Wittgenstein, Ordensritter, Johanniter, Deutschmeister des Deutschen Ordens
- Werner II. von St. Blasien († 1178), Abt im Kloster St. Blasien
- Werner III. († 1065), Graf von Maden
- Werner III. von Battenberg, Ordensgeistlicher und Deutschmeister
- Werner IV. († 1121), Reichssturmfähnrich und Graf von Grüningen, im Neckargau, von Maden und Worms

###### Werner S
- Werner Semmelroth, Emilie (* 1995), dänische Schauspielerin

###### Werner V
- Werner von Baden-Lenzburg, Graf
- Werner von Binsfeld († 1557), Landdrost des Herzogtums Jülich und Amtmann zu Nideggen
- Werner von Bolanden († 1324), Domherr und Stiftspropst
- Werner von Ellerbach († 1126), Benediktiner, erster Abt des Klosters Wiblingen
- Werner von Eppstein († 1284), Erzbischof von Mainz, Reichserzkanzler
- Werner von Falkenstein († 1418), Erzbischof von Trier
- Werner von Homberg (1284–1320), Schweizer Graf, Minnesänger und Kriegshauptmann
- Werner von Hövel († 1336), Domherr in Münster
- Werner von Kyburg († 1030), Graf aus dem Adelsgeschlecht der Kyburger
- Werner von Merseburg († 1093), Bischof von Merseburg (1063 bis 1093), Heiliger
- Werner von Minden († 1170), Bischof von Minden
- Werner von Oberwesel (1271–1287), angebliches Opfer eines jüdischen RitualmordsWerner von Oberwesel (1271–1287)

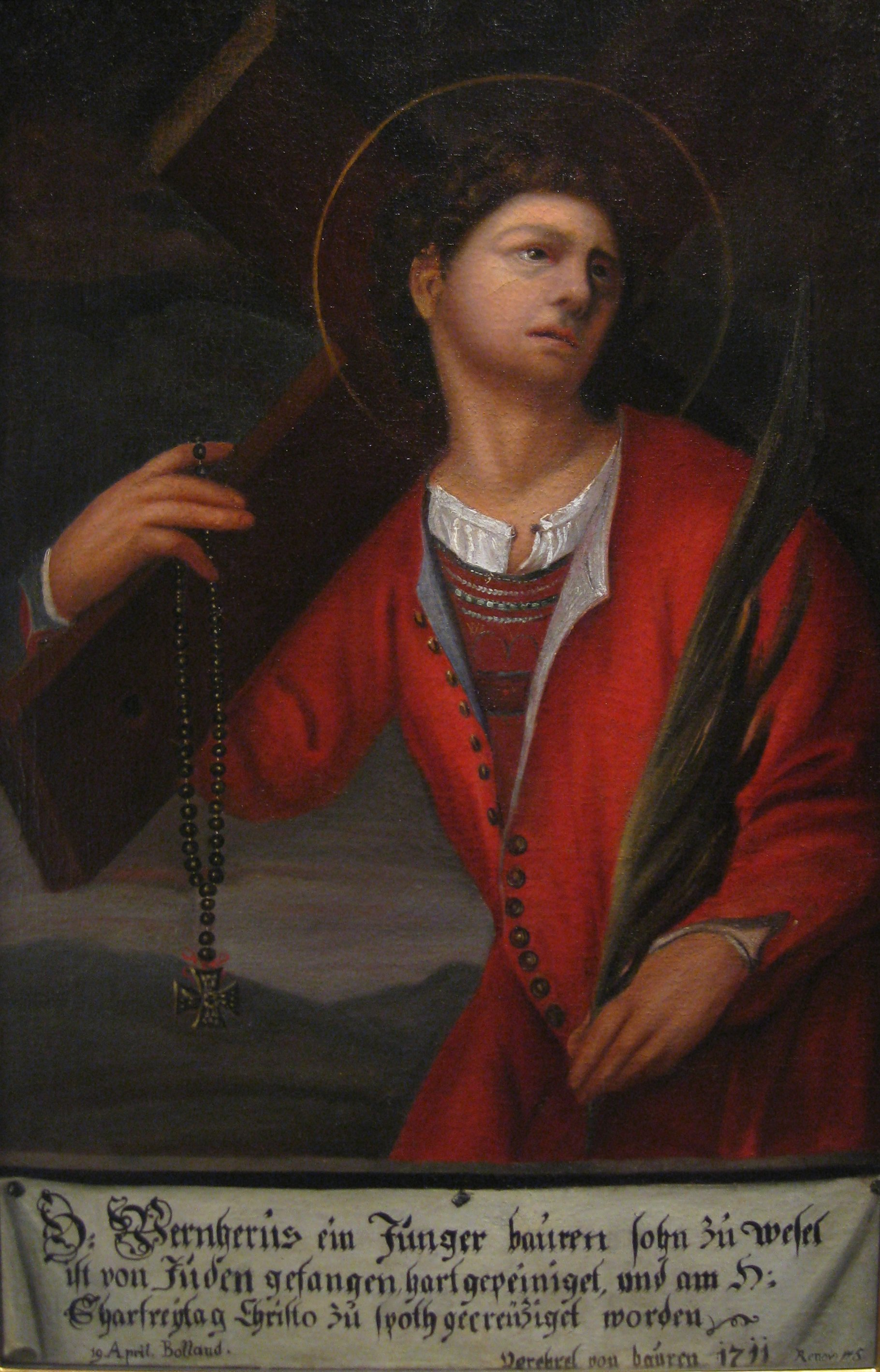
Werner von Oberwesel (1271–1287)

- Werner von Orseln († 1330), Hochmeister des Deutschen Ordens
- Werner von Rhede, Domherr in Münster
- Werner von Steußlingen († 1151), 21. Bischof von Münster (1132–1151)
- Werner von Tettingen († 1413), Großspittler und Ordensmarschall
- Werner von Urslingen († 1353), schwäbischer Söldner in Italien
- Werner von Walbeck († 1014), Graf von Walbeck und Markgraf der Nordmark

##### Werner, A – Werner, Z

###### Werner, A
- Werner, Abraham († 1589), deutscher Mediziner und Hochschullehrer
- Werner, Abraham (1837–1912), russischer Rabbiner
- Werner, Abraham Gottlob (1749–1817), deutscher MineralogeAbraham Gottlob Werner (1749–1817)

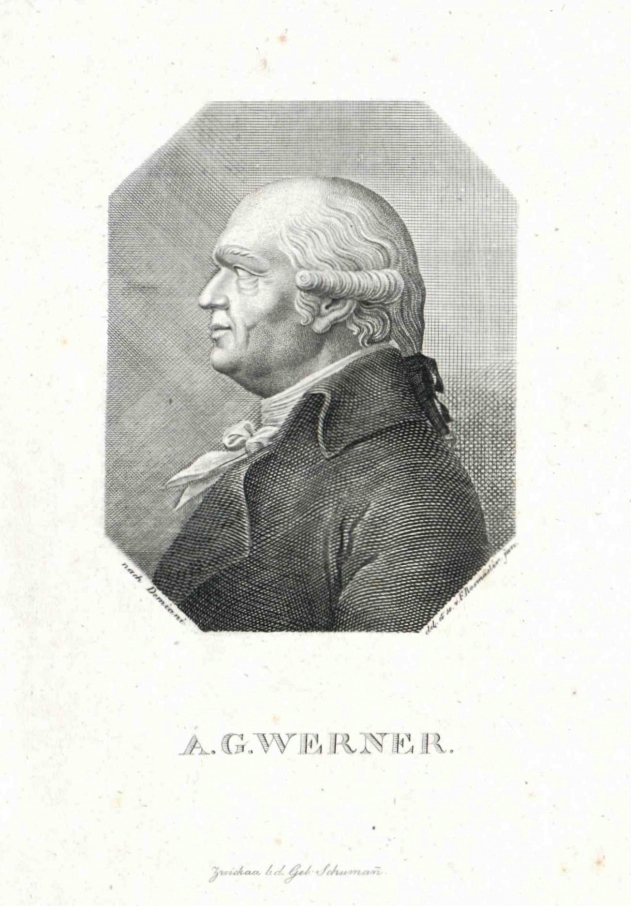
Abraham Gottlob Werner (1749–1817)

- Werner, Adele Wassiljewna (* 1865), russisch-sowjetische Bildhauerin
- Werner, Adolf (1827–1904), deutscher Maler
- Werner, Adolf (1867–1939), ungarischer Gymnasiallehrer und Abt des Klosters Zirc
- Werner, Adolf (1886–1975), deutscher Fußballspieler
- Werner, Adolph (1836–1910), deutscher Verwaltungsbeamter und Politiker
- Werner, Alfred (1866–1919), Schweizer Chemiker; Nobelpreisträger
- Werner, Alfred (1891–1965), deutscher Rechtsanwalt und Autor
- Werner, Alfred (1911–1979), österreichisch-amerikanischer Journalist und Kunsthistoriker
- Werner, Alfred (1914–2005), Schweizer Pfarrer, Journalist, Schriftsteller und Musikwissenschaftler
- Werner, Alfred (1925–2014), deutscher Flottillenadmiral der Bundesmarine
- Werner, Alice (1859–1935), Schriftstellerin, Dichterin und Hochschullehrerin
- Werner, Aloys (1916–2008), Schweizer Neurochirurg und Politiker
- Werner, Ande (* 1968), deutscher Comedian (Teil des Duos Mundstuhl)
- Werner, André (* 1960), deutscher Komponist
- Werner, Andreas († 1662), Orgelbauer in Sachsen und Brandenburg
- Werner, Andreas (* 1951), deutscher Benediktinerabt
- Werner, Andreas (* 1967), deutscher Autor im Bereich Online-Marketing
- Werner, Andreas (* 1984), österreichischer Bildender Künstler
- Werner, Andree (* 1974), deutscher Moderator und Sprecher
- Werner, Angela, deutsche Handballspielerin
- Werner, Anna (* 1941), deutsche Fotografin
- Werner, Anna Maria (1688–1753), deutsche Miniaturzeichnerin und sächsische Hofmalerin
- Werner, Anne (* 1979), deutsche SchauspielerinAnne Werner (* 1979)

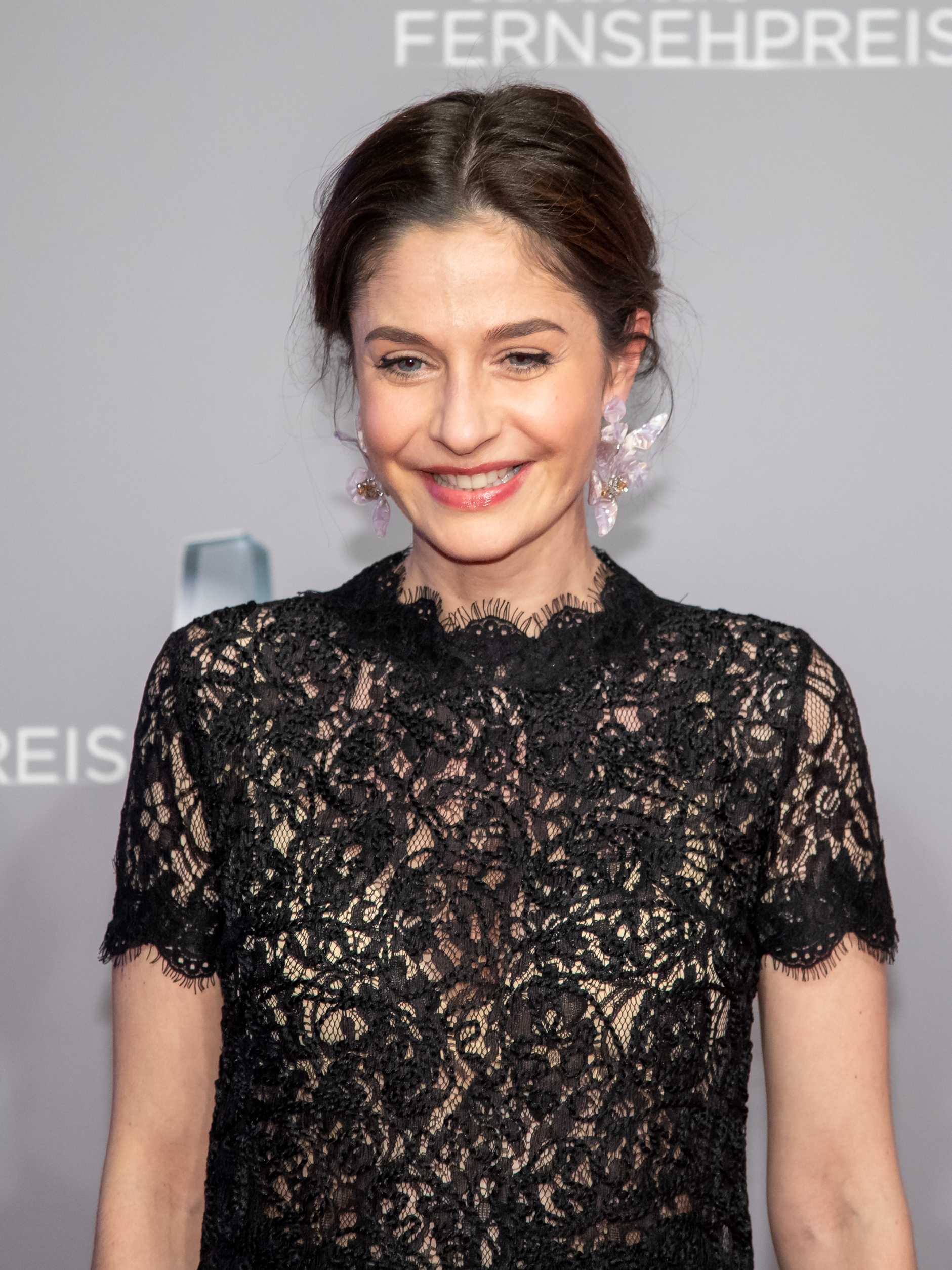
Anne Werner (* 1979)

- Werner, Annette (* 1966), deutsche Mathematikerin
- Werner, Anton von (1843–1915), deutscher HistorienmalerAnton von Werner (1843–1915)

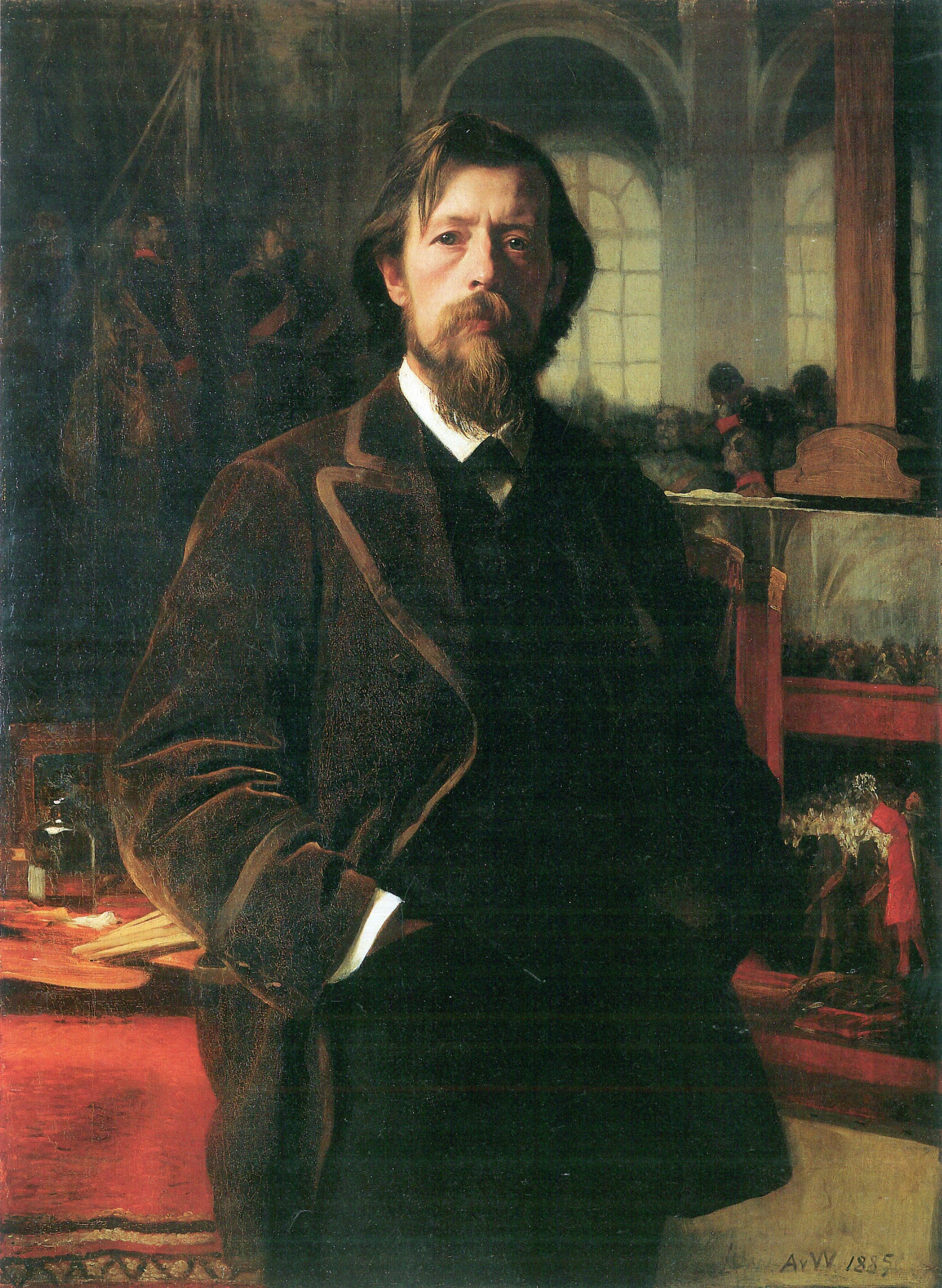
Anton von Werner (1843–1915)

- Werner, Armin (* 1931), deutscher Fußballspieler (DDR)
- Werner, Arthur (1877–1967), deutscher Politiker; erster Berliner Oberbürgermeister nach dem Zweiten Weltkrieg
- Werner, Arthur, deutscher Fußballspieler
- Werner, Asmus (1937–2024), deutscher Architekt, Stadtplaner und Hochschullehrer
- Werner, August (1845–1916), deutscher Kaufmann, Fabrikant, Geheimer Kommerzienrat, Mäzen, Präsident der hannoverschen IHK und Senator
- Werner, August (1896–1968), deutscher Fußballspieler
- Werner, August Hansen (1893–1980), norwegisch-amerikanischer Sänger, Bildhauer und Kunstprofessor
- Werner, August Hermann (1808–1882), deutscher Arzt
- Werner, Axel (* 1945), deutscher Schauspieler
- Werner, Axel (* 1964), deutscher katholischer Geistlicher und Zentralpräses des Internationalen Kolpingwerkes und Rektor der Minoritenkirche zu Köln
- Werner, Áxel (* 1996), argentinischer Fußballtorhüter
- Werner, Axel von (1913–1940), deutscher Filmeditor
- Werner, Aylin (* 1990), deutsche Theater- und Filmschauspielerin

###### Werner, B
- Werner, Balthasar (1887–1943), deutscher Franziskaner
- Werner, Bartholomäus von (1842–1924), deutscher Konteradmiral der Kaiserlichen Marine
- Werner, Beate, deutsche Fernsehjournalistin und -moderatorin
- Werner, Beate (1969–1980), deutsche Frau, Mordopfer
- Werner, Beda (1673–1725), deutscher römisch-katholischer Geistlicher, dreiundzwanzigster Abt der Reichsabtei Ochsenhausen
- Werner, Benedikt (1748–1830), deutscher Benediktiner und Abt des Benediktinerklosters Weltenburg in Niederbayern
- Werner, Björn (* 1990), deutscher American-Football-SpielerBjörn Werner (* 1990)

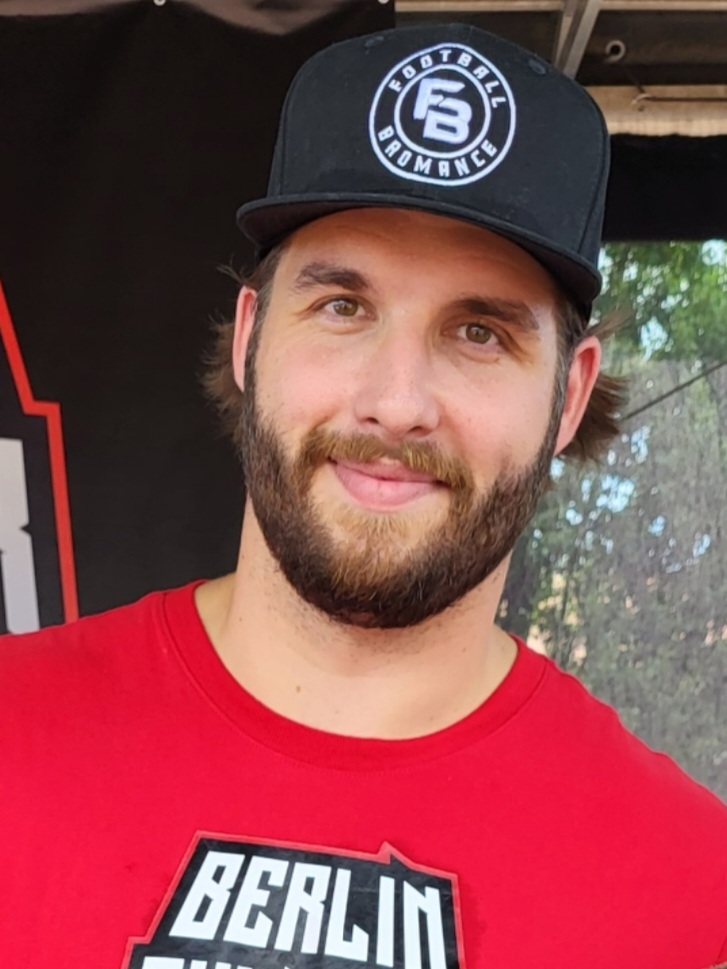
Björn Werner (* 1990)

- Werner, Brigitte (* 1948), deutsche Kinder- und Jugendbuchautorin
- Werner, Bruno (* 1956), deutscher Leichtathlet
- Werner, Bruno E. (1896–1964), deutscher Erzähler und Publizist
- Werner, Buddy (1936–1964), US-amerikanischer Skirennläufer

###### Werner, C
- Werner, Camilla (* 1949), deutsche Politikerin (Bündnis 90/Die Grünen), MdA
- Werner, Carl (1808–1894), deutscher Aquarell- und Architekturmaler
- Werner, Carl Edmund (1835–1898), deutscher Jurist
- Werner, Carl Friedrich (1815–1890), deutscher Politiker und Abgeordneter des Sächsischen Landtags
- Werner, Carlos (1921–2016), deutscher Schauspieler
- Werner, Carolina (* 1994), deutsche Seglerin
- Werner, Caroline (* 1996), deutsche Tennisspielerin
- Werner, Carsten (* 1967), deutscher Politiker (Die Grünen), Mitglied der Bremischen Bürgerschaft
- Werner, Charles Anthony (1838–1891), deutscher Politiker und Amtsverwalter von Ritzebüttel
- Werner, Charlotte (1908–1998), deutsche Politikerin (SPD), MdL
- Werner, Christian (1892–1932), deutscher Automobilrennfahrer
- Werner, Christian (1935–2016), deutsch-amerikanischer Geograph und Hochschullehrer
- Werner, Christian (* 1943), österreichischer Geistlicher, Militärbischof von Österreich und Leiter der Militärdiözese
- Werner, Christian (* 1958), deutscher Fußballspieler
- Werner, Christian (* 1978), deutscher RegisseurChristian Werner (* 1978)

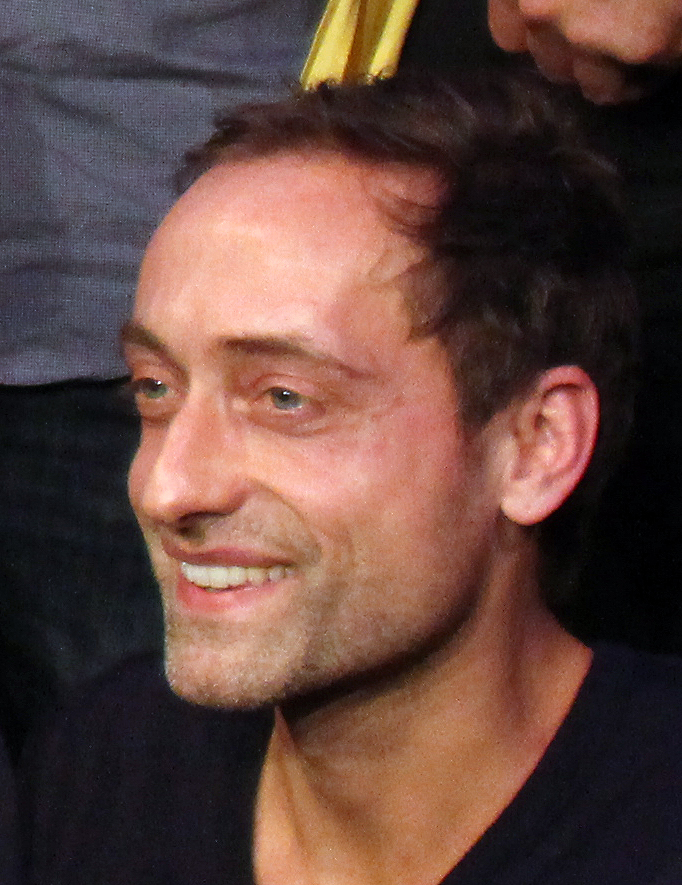
Christian Werner (* 1978)

- Werner, Christian (* 1979), deutscher Radrennfahrer
- Werner, Christian Friedrich (1759–1823), deutscher Kaufmann, Auswanderer und Schulstifter
- Werner, Christiane (* 1965), deutsche bildende Künstlerin (Malerin, Grafikerin und Zeichnerin)
- Werner, Christine (* 1954), österreichische Schriftstellerin
- Werner, Christine (* 1966), deutsche Juristin
- Werner, Christine (* 1967), deutsche Schriftstellerin und Hörfunkjournalistin
- Werner, Christoph († 1595), kursächsischer Oberbergmeister
- Werner, Christoph (* 1633), deutscher Orgelbauer in Berlin
- Werner, Christoph (* 1939), deutscher Schriftsteller, Literaturwissenschaftler, Sprachlehrer und Fachübersetzer
- Werner, Christoph (* 1964), deutscher Puppenspieler, Regisseur, Intendant und Schriftsteller
- Werner, Christoph (* 1970), deutscher Grafiker und Game Designer
- Werner, Christoph (* 1972), deutscher Unternehmer
- Werner, Christoph (* 1986), deutscher Fußballspieler
- Werner, Christoph Udo (* 1967), deutscher Iranist
- Werner, Claus-Peter (1927–2015), deutscher Architekt
- Werner, Clemens (* 1946), deutscher Fernschachspieler
- Werner, Constanze (* 1967), deutsche Historikerin, Kuratorin und Museumsleiterin
- Werner, Cossmann (1854–1918), deutscher Rabbiner
- Werner, Cuno (1925–2004), deutscher Skilangläufer, Nordischer Kombinierer und Biathlet
- Werner, Cyriakus († 1747), österreichischer Orgelbauer

###### Werner, D
- Werner, Daniel (* 1957), deutscher Schauspieler, Hörspiel-, Synchron- und Off-Sprecher
- Werner, Daniel (* 1983), deutscher Filmmusikkomponist
- Werner, Daniel Gottfried (* 1695), deutscher Schulmann und evangelischer Theologe
- Werner, Dietmar (* 1938), deutscher Volkswirtschaftler und Sachbuchautor
- Werner, Dietmar (* 1941), deutscher Ingenieur und Politiker (CDU)
- Werner, Dirk (* 1955), deutscher Mathematiker
- Werner, Dirk (* 1981), deutscher AutomobilrennfahrerDirk Werner (* 1981)

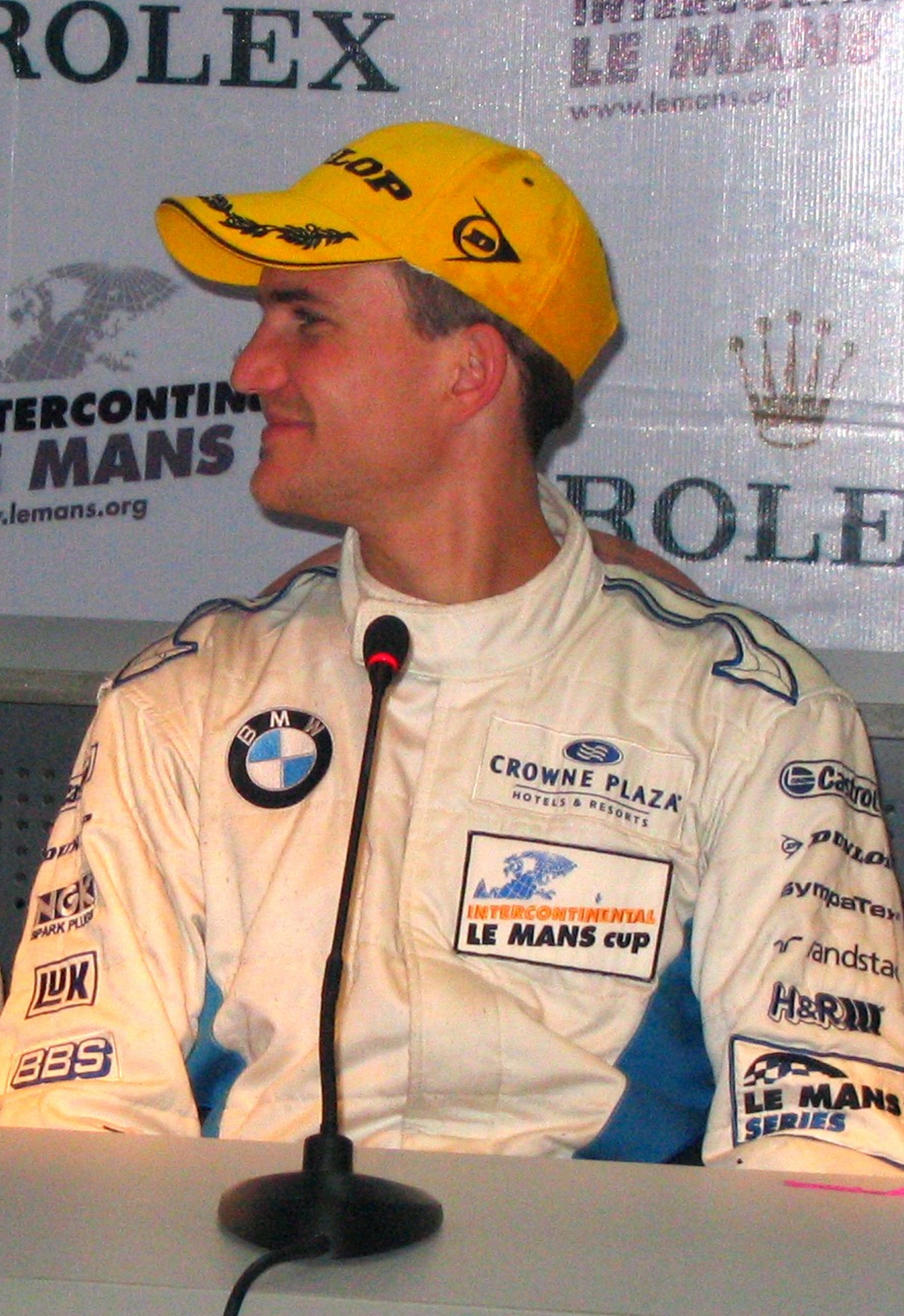
Dirk Werner (* 1981)

###### Werner, E
- Werner, E. T. C. (1864–1954), britischer Sinologe
- Werner, Eberhard (1924–2002), deutscher Künstler und Landschaftsmaler
- Werner, Eberhard (1966–2023), deutscher Anthropologe und Linguist
- Werner, Eckhard (1954–2011), deutscher Politiker (CDU), MdL
- Werner, Edeltraud (* 1951), deutsche Romanistin
- Werner, Eduard (1847–1923), deutscher Architekt
- Werner, Eduard (* 1933), deutscher Historiker und Autor
- Werner, Eduard (* 1966), deutscher Linguist und Leiter des Instituts für Sorabistik an der Universität Leipzig
- Werner, Edwin (* 1940), deutscher Musikwissenschaftler und Händel-Forscher
- Werner, Egon (1921–1991), deutscher Kinderarzt und Hochschullehrer
- Werner, Egon von (1888–1955), deutscher Korvettenkapitän der Kriegsmarine und U-Boot-Kommandant im Ersten Weltkrieg
- Werner, Elke (* 1956), deutsche evangelikale Theologin, Lehrerin und Schriftstellerin
- Werner, Ella Carina (* 1979), deutsche AutorinElla Carina Werner (* 1979)

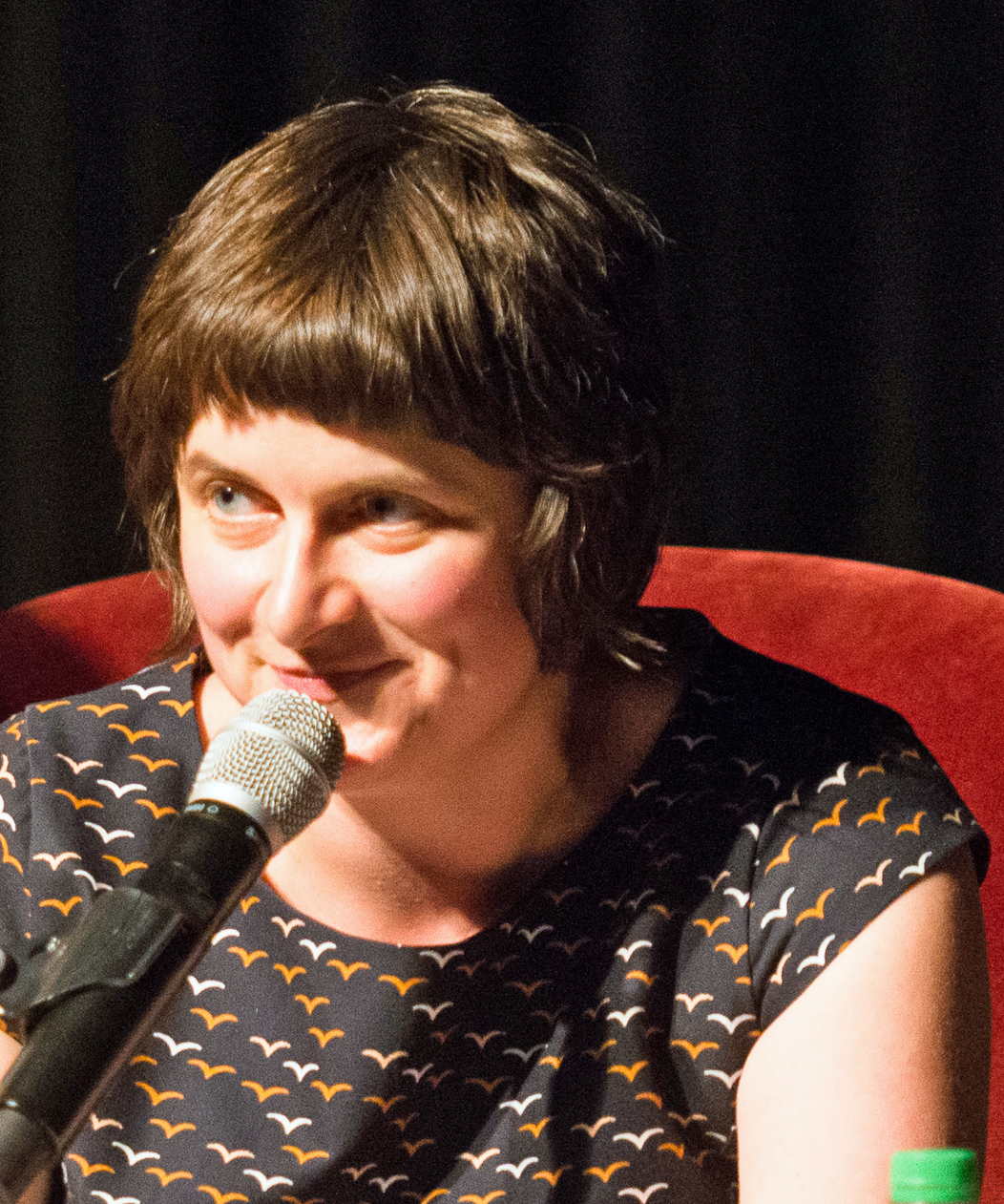
Ella Carina Werner (* 1979)

- Werner, Elsa (1911–2012), deutsche kommunistische jüdische Widerstandskämpferin
- Werner, Elvira (* 1952), deutsche Kulturwissenschaftlerin
- Werner, Emil (1913–1996), deutscher Politiker (SPD)
- Werner, Emmy (1929–2017), US-amerikanische Entwicklungspsychologin
- Werner, Emmy (* 1938), österreichische Schauspielerin und Direktorin des Wiener Volkstheaters
- Werner, Eric (* 1983), US-amerikanischer Eishockeyspieler
- Werner, Eric (* 1985), deutscher Koch
- Werner, Erich (1928–2016), österreichischer Bankmanager
- Werner, Ernst (1899–1984), deutscher Sportjournalist und Autor
- Werner, Ernst (1920–1993), deutscher Historiker
- Werner, Ernst (1925–1990), deutscher Statiker und Hochschullehrer
- Werner, Ernst (1930–2021), deutscher theoretischer Physiker
- Werner, Eugenie, Schauspielerin

###### Werner, F
- Werner, Felix (* 1961), Schweizer Buchhändler und Kulturveranstalter
- Werner, Ferdinand (1788–1825), preußischer Landrat
- Werner, Ferdinand (1876–1961), deutscher Lehrer, Romanist und Politiker (DNVP, NSDAP), MdR
- Werner, Ferdinand (* 1950), deutscher Kunsthistoriker, Fachautor und Verleger
- Werner, Florenz (1874–1954), deutscher Geiger, Kapellmeister, Dirigent und Orchesterleiter
- Werner, Florian (* 1971), deutscher SchriftstellerFlorian Werner (* 1971)

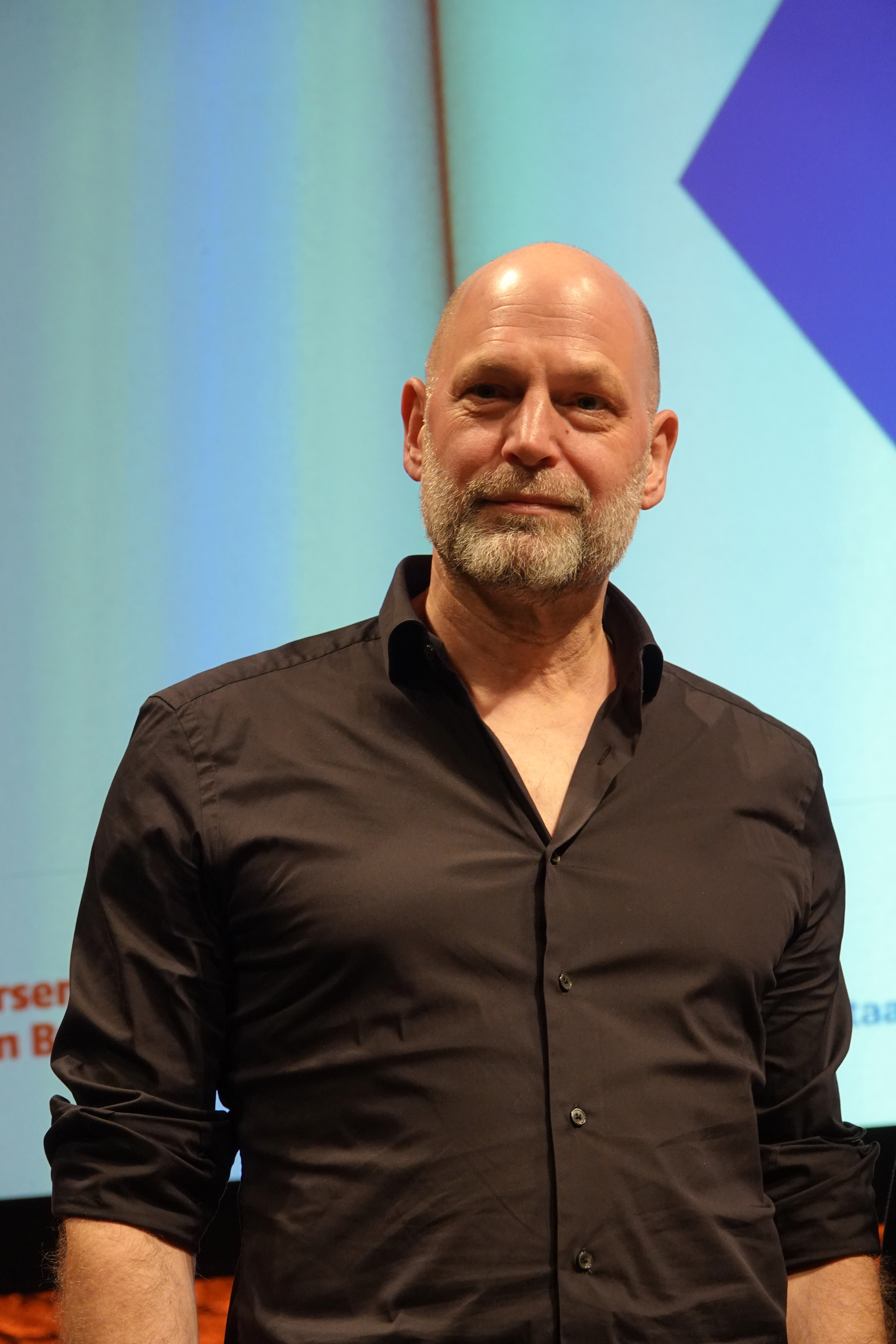
Florian Werner (* 1971)

- Werner, Frank (* 1944), deutscher Schriftsteller und Hörspieldramaturg
- Werner, Frank (* 1957), brandenburgischer Politiker (DDR-CDU, CDU), MdL
- Werner, Frank (* 1972), deutscher Journalist und Historiker
- Werner, Frank R. (* 1944), deutscher Architekturhistoriker
- Werner, Frank-Bernhard (* 1961), deutscher Verleger und Wirtschaftsjournalist
- Werner, Franz (1770–1845), Mainzer Domkapitular
- Werner, Franz (1810–1866), österreichischer katholischer Geistlicher, Theologe und Politiker
- Werner, Franz (* 1862), deutscher Lehrer und Heimatschriftsteller in der Provinz Posen
- Werner, Franz (1867–1939), österreichischer Zoologe und Forscher
- Werner, Franz (1881–1947), tschechoslowakischer Politiker (SdP)
- Werner, Franz (* 1937), deutscher Generalmajor
- Werner, Franz (* 2000), deutscher Küstenruderer
- Werner, Franz Donat (1761–1836), deutscher katholischer Priester, Domkapitular, Domdekan
- Werner, Franz Josef (1847–1908), deutscher Zeitungsredakteur und Zeitungsdirektor
- Werner, Franz von (1836–1881), deutscher Schriftsteller, Diplomat des Osmanischen Reiches
- Werner, Franziska (* 1975), deutsche Dramaturgin, Kuratorin und Kulturmanagerin
- Werner, Friederike (* 1962), deutsche Kunsthistorikerin
- Werner, Friedrich (1818–1887), deutsch-österreichischer Orgelbauer
- Werner, Friedrich (* 1888), deutscher Fußballspieler
- Werner, Friedrich (1897–1955), deutscher Jurist und Oberkirchenrat
- Werner, Friedrich Bernhard (1690–1776), deutscher Ansichtenzeichner und -stecher
- Werner, Friedrich Hugo (1815–1906), deutscher Reichsgerichtsrat
- Werner, Friedrich Karl (1865–1939), Gründer der nach ihm benannten Fritz Werner Werkzeugmaschinenfabrik
- Werner, Fritz (1827–1908), deutscher Genre-, Landschafts- und Architekturmaler sowie Kupferstecher und Radierer
- Werner, Fritz (1876–1944), deutscher Tubist, Militär- und Kammermusiker
- Werner, Fritz (1898–1977), deutscher Komponist und Kirchenmusiker
- Werner, Fritz (1906–1969), deutscher Richter und Hochschullehrer, Präsident des Bundesverwaltungsgerichts
- Werner, Fritz (1924–2014), deutscher Bühnenbildner
- Werner, Fritz (* 1943), österreichischer Hebraist
- Werner, Fritz Clemens (1896–1975), deutscher Zoologe und Sachbuchautor
- Werner, Fritz von (1892–1978), deutscher Jurist und Richter am Bundesgerichtshof

###### Werner, G
- Werner, Gabriele (* 1958), deutsche Kunsthistorikerin
- Werner, Georg (1608–1671), deutscher Rechtswissenschaftler
- Werner, Georg (1868–1947), deutscher Richter
- Werner, Georg (1877–1968), deutscher Bergmann, Gewerkschaftsfunktionär und Schriftsteller
- Werner, Georg (1894–1964), deutscher Architekt, Baubeamter und Hochschullehrer
- Werner, Georg (1904–2002), schwedischer Schwimmer
- Werner, Georg Friedrich (1754–1798), deutscher Vermessungstechniker, Bautechniker und Hochschullehrer
- Werner, George (1682–1758), deutscher Architekt und Baumeister
- Werner, Gerd Peter (1938–2019), deutscher Politiker (Die Grünen), MdB
- Werner, Gerda Johanna (1914–2004), deutsche Malerin, Modell für das 50-Pfennig-Stück
- Werner, Gerhard (1912–1988), deutscher Jurist und Politiker (FDP)
- Werner, Gladys (1933–2001), US-amerikanische Skirennläuferin
- Werner, Gösta (1908–2009), schwedischer Filmregisseur, Drehbuchautor und Filmwissenschaftler
- Werner, Götz (1944–2022), deutscher UnternehmerGötz Werner (1944–2022)

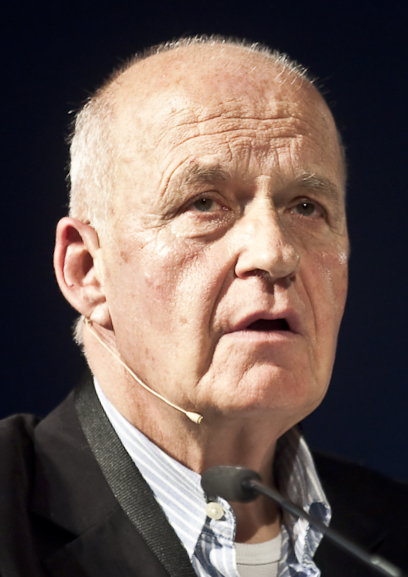
Götz Werner (1944–2022)

- Werner, Grażyna (* 1955), deutsch-polnische Quizspielerin und Autorin
- Werner, Gregor Joseph (1693–1766), österreichischer Komponist und Kapellmeister am Hof Esterházy
- Werner, Gunda (1951–2000), deutsche Aktivistin der Zweiten Frauenbewegung
- Werner, Gunda (* 1971), deutsche römisch-katholische Theologin
- Werner, Günter (1931–1998), deutscher Militärmediziner, Generalmajor der NVA
- Werner, Gustav (1809–1887), deutscher evangelischer Pfarrer und Stiftungsgründer
- Werner, Gustav Friedrich (1809–1870), Cafetier und Tiergartenbesitzer

###### Werner, H
- Werner, Hannelore (* 1942), deutsche MotorsportlerinHannelore Werner (* 1942)

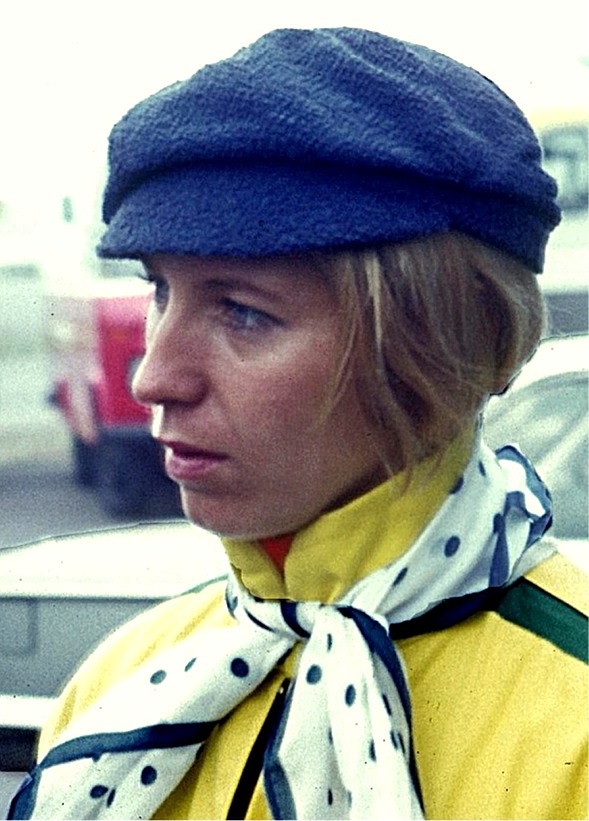
Hannelore Werner (* 1942)

- Werner, Hans († 1623), deutscher Bildhauer
- Werner, Hans (1879–1968), deutscher Maschinenbau-Ingenieur und Unternehmer
- Werner, Hans (* 1891), deutscher Kunstturner
- Werner, Hans (1898–1980), österreichischer Dichter, Autor und Liedtexter
- Werner, Hans (1900–1977), deutscher Politiker (KPD/SED), MdL Preußen, Widerstandskämpfer
- Werner, Hans (1912–1989), deutscher Politiker (CSU)
- Werner, Hans (* 1950), deutscher Filmregisseur
- Werner, Hans Joachim (* 1952), deutscher Politiker (SPD), MdL und Journalist
- Werner, Hans-Georg (1931–1996), deutscher Literaturhistoriker
- Werner, Hans-Joachim (* 1940), deutscher Philosoph
- Werner, Hans-Joachim (* 1950), deutscher Chemiker
- Werner, Hans-Ulrich (1914–1989), deutscher Polizeioffizier (1962–1971), Kommandeur der Schutzpolizei in West-Berlin
- Werner, Hansfritz (1894–1959), deutscher Zeichner und Bildhauer
- Werner, Harald (1940–2023), deutscher Politiker (Die Linke)
- Werner, Hartmut (* 1949), deutscher Fußballspieler
- Werner, Hauke, deutscher Biologe
- Werner, Heike (* 1969), deutsche Politikerin (Die Linke), MdLHeike Werner (* 1969)

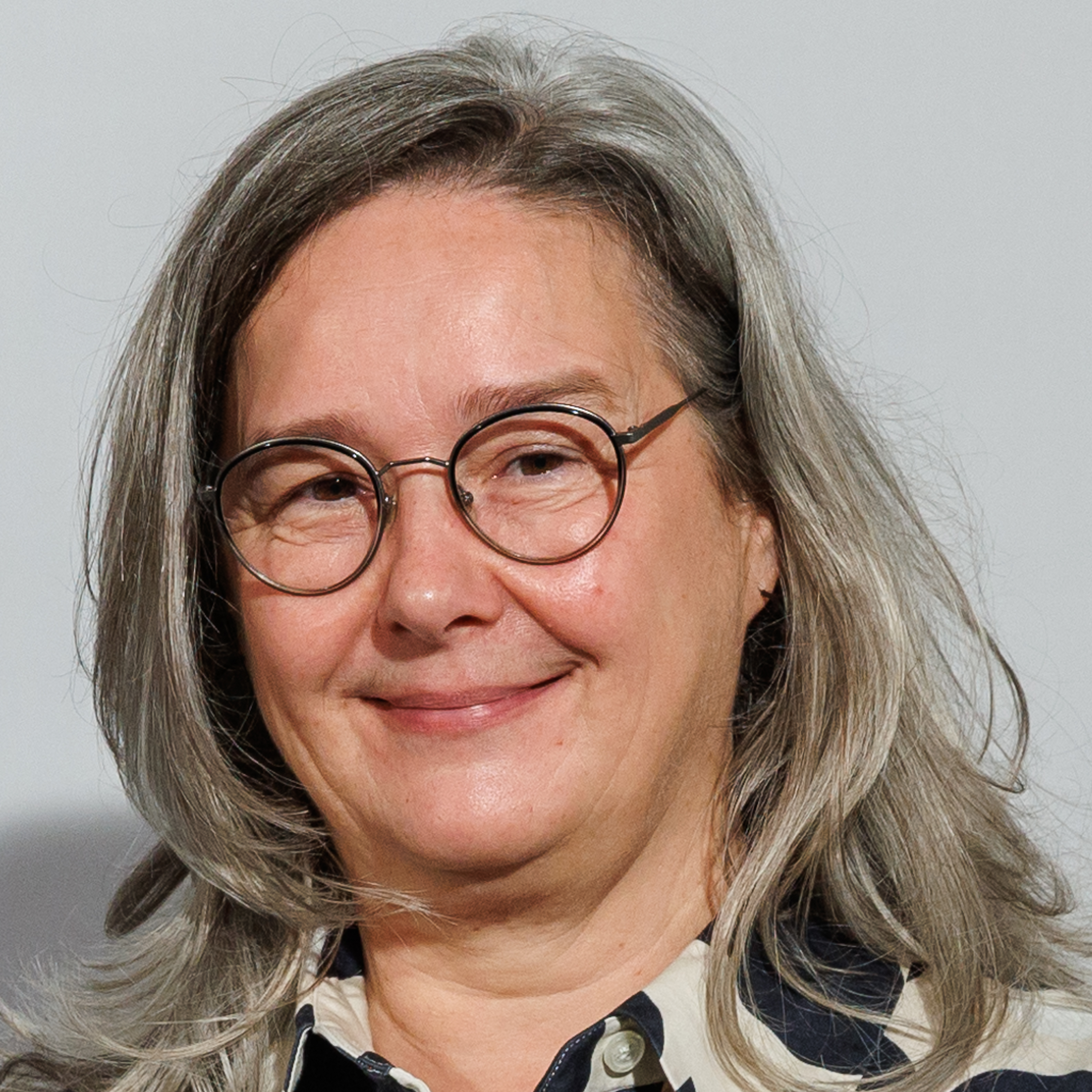
Heike Werner (* 1969)

- Werner, Heinrich (1800–1833), deutscher Komponist
- Werner, Heinrich (1831–1912), deutscher Richter und Parlamentarier
- Werner, Heinrich (1874–1946), deutscher Tropenmediziner und Sanitätsoffizier
- Werner, Heinrich (1906–1945), deutscher Lehrer und Widerstandskämpfer
- Werner, Heinrich (* 1936), russischer Sprachwissenschaftler wolgadeutscher Herkunft
- Werner, Heinrich (1958–2007), deutscher Mediziner und Kinderarzt
- Werner, Heinz (1890–1964), österreichischer Psychologe
- Werner, Heinz (1910–1989), deutscher Fußballspieler
- Werner, Heinz (* 1916), deutscher Fußballspieler und -trainer
- Werner, Heinz (1921–1997), deutscher Bibliothekar
- Werner, Heinz (1928–2019), deutscher Porzellankünstler
- Werner, Heinz (* 1935), deutscher Fußballspieler und -trainer
- Werner, Heinz (* 1946), deutscher Fußballschiedsrichter
- Werner, Heinz-Helmuth (* 1944), deutscher Spion
- Werner, Heinzotto (1927–2019), deutscher Turner
- Werner, Helga (* 1946), deutsche Schauspielerin
- Werner, Helmut (1905–1973), deutscher Astronom
- Werner, Helmut (1930–2005), deutscher Politiker (Bündnis 90/Die Grünen), MdB
- Werner, Helmut (1931–1985), deutscher Mathematiker
- Werner, Helmut (* 1934), deutscher Chemiker
- Werner, Helmut (1936–2004), deutscher Manager, Schwimmer und Wasserballer
- Werner, Helmut (1936–2014), Schweizer Clown und Schauspieler
- Werner, Helmut (* 1984), österreichischer Künstlermanager und Reality-TV-DarstellerHelmut Werner (* 1984)

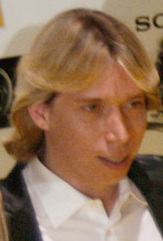
Helmut Werner (* 1984)

- Werner, Henri (* 1978), deutscher Radrennfahrer
- Werner, Herbert (1884–1948), deutscher Industriemanager
- Werner, Herbert (1902–1992), deutscher evangelischer Theologe und Hochschullehrer
- Werner, Herbert (* 1941), deutscher Politiker (CDU), MdB
- Werner, Hermann, Bildhauer und Bildschnitzer der Spätgotik
- Werner, Hermann (1816–1905), deutscher Genremaler der Düsseldorfer Schule
- Werner, Hermann von (1821–1890), deutscher Politiker, MdR, MdL
- Werner, Hiltrud (* 1966), deutsche Managerin
- Werner, Holger (* 1968), deutscher Volleyball- und Beachvolleyballspieler
- Werner, Holger (* 1981), deutscher Jazz- und Improvisationsmusiker (Klarinette, Bassklarinette, gelegentlich auch Saxophon oder Blockflöte)
- Werner, Hubertus (1916–1988), deutscher Allgemeinarzt und ärztlicher Standespolitiker
- Werner, Hugo (1839–1912), deutscher Agrarwissenschaftler

###### Werner, I
- Werner, Ilse (1921–2005), deutsche SchauspielerinIlse Werner (1921–2005)

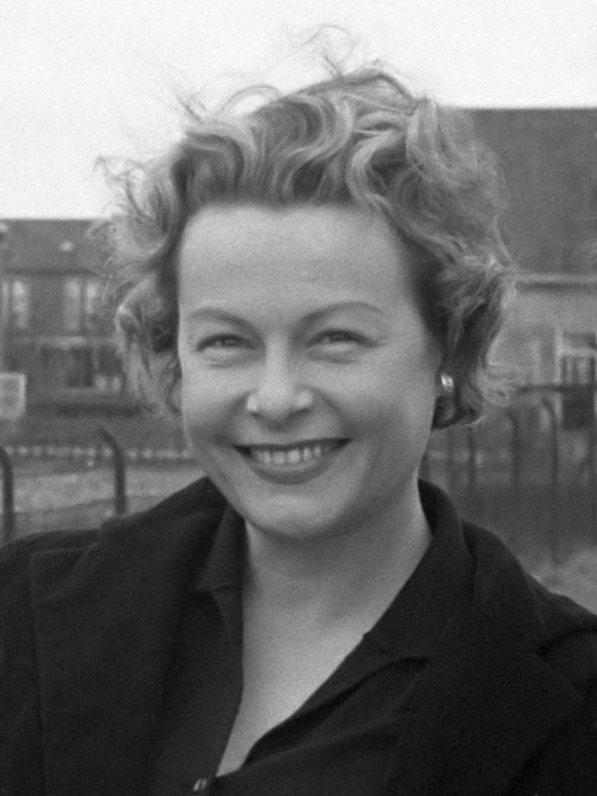
Ilse Werner (1921–2005)

- Werner, Ina (* 1969), deutsche Moderatorin, Sängerin, Comedian und Model
- Werner, Ingrid (1935–2022), deutsche Jazzsängerin und Schlagersängerin

###### Werner, J
- Werner, Jacob Friedrich (1732–1782), deutscher Rhetoriker und Historiker
- Werner, Jacques Christophe (1798–1856), französischer Tiermaler
- Werner, Jakob (1861–1944), Schweizer mittellateinischer Philologe und Bibliothekar
- Werner, Jan (1946–2014), polnischer Leichtathlet
- Werner, Jan (* 1977), deutscher Ökonom und Hochschuldozent
- Werner, Jan St. (* 1969), deutscher Musiker und Labelbetreiber
- Werner, Jana, deutsche Schauspielerin und Sängerin
- Werner, Jean-Jacques (1935–2017), französischer Dirigent und Komponist moderner Musik
- Werner, Jeanne (* 1985), luxemburgische Schauspielerin
- Werner, Jessica (* 1978), deutsche Radiomoderatorin und Redakteurin
- Werner, Joachim (1909–1994), deutscher Prähistoriker
- Werner, Joachim (1939–2010), deutscher Ruderer und Olympiasieger
- Werner, Joachim (* 1939), deutscher Fußballspieler
- Werner, Jochen (1938–2013), deutscher Luftfahrthistoriker
- Werner, Jochen A. (* 1958), deutscher Mediziner und HochschullehrerJochen A. Werner (* 1958)

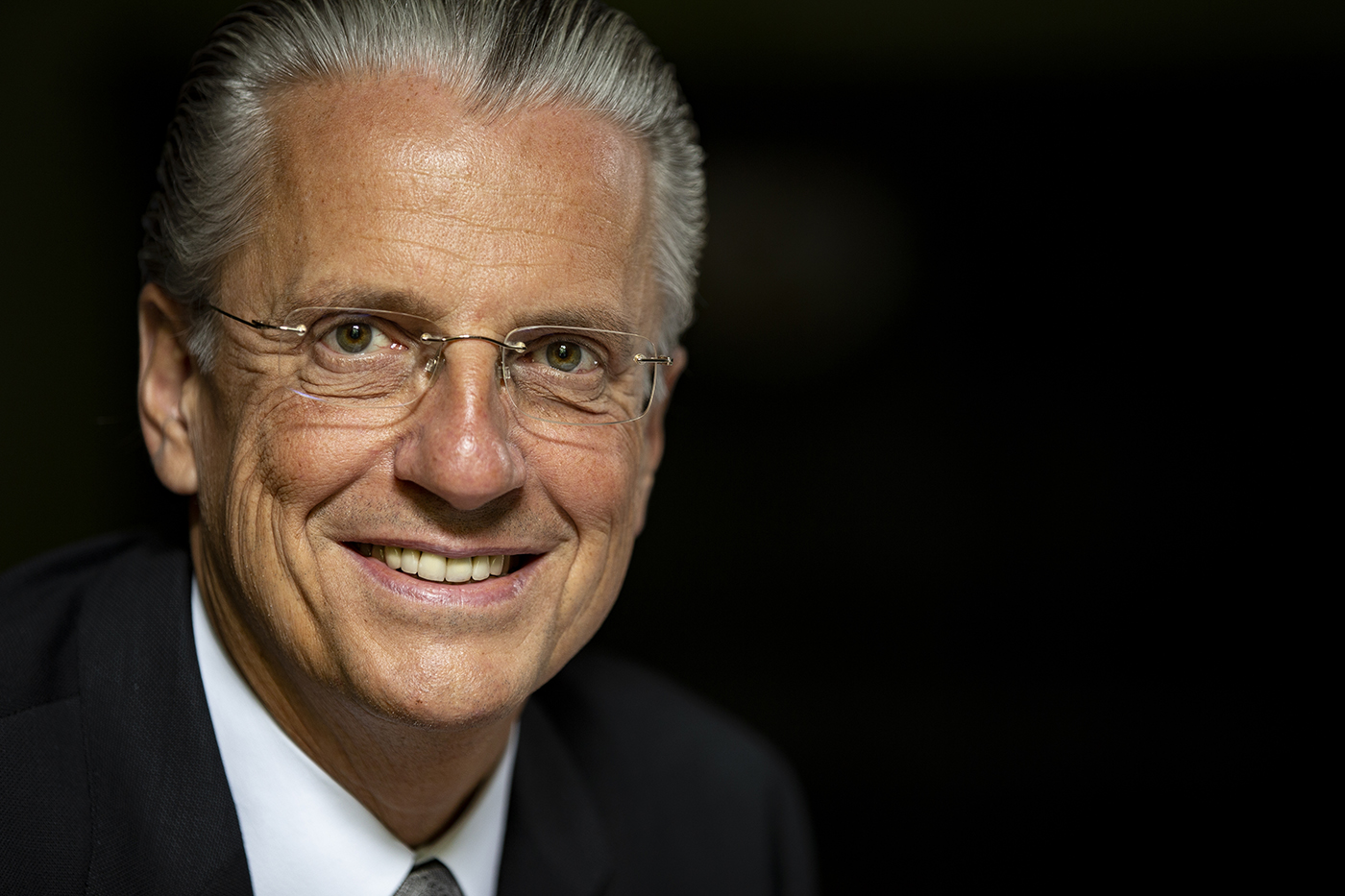
Jochen A. Werner (* 1958)

- Werner, Joe (* 1984), US-amerikanischer Basketballspieler
- Werner, Johann, Orgelbauer in Elbing in Preußen
- Werner, Johann (1573–1651), deutscher Politiker, Dresdner Ratsherr und Bürgermeister
- Werner, Johann Adolf Ludwig (1794–1866), deutscher Leibeserzieher
- Werner, Johann Elias (1751–1835), deutscher evangelischer Geistlicher
- Werner, Johann Friedrich (1776–1827), deutscher Verwaltungsbeamter
- Werner, Johann Gottfried († 1902), deutscher Architekt und Baumeister des Historismus in Naumburg (Saale)
- Werner, Johann Gottlob (1719–1781), deutscher evangelischer Theologe
- Werner, Johann Gottlob (1777–1822), deutscher Musikdirektor, Organist, Kantor und Komponist
- Werner, Johann Heinrich (1684–1752), deutscher römisch-katholischer Geistlicher
- Werner, Johann Peter (1798–1869), deutscher Jurist und Politiker
- Werner, Johann Sigismund (1491–1561), schlesischer Reformator, evangelischer Geistlicher und religiöser Schriftsteller
- Werner, Johannes (1468–1522), deutscher Pfarrer, Mathematiker, Astronom, Astrologe, Geograph und Kartograph
- Werner, Johannes (1864–1914), deutscher katholischer Geistlicher
- Werner, Johannes (1864–1937), deutscher evangelischer Theologe und kulturhistorischer Schriftsteller
- Werner, Johannes (* 1958), deutscher Bankmanager und Politiker (CDU), MdA
- Werner, Johannes von (1782–1849), württembergischer Landtagsabgeordneter
- Werner, Jörg (* 1971), deutscher Radrennfahrer und Radsportfunktionär
- Werner, Josef (1837–1922), deutscher Komponist, Violoncellist und Violoncellolehrer
- Werner, Joseph (1637–1710), Schweizer Miniaturmaler, Radierer und Maler des Barock
- Werner, Jürgen (1931–2021), deutscher Klassischer Philologe
- Werner, Jürgen (1935–2002), deutscher Fußballspieler
- Werner, Jürgen (* 1940), deutscher Ingenieur und Physiologe
- Werner, Jürgen (1942–2014), deutscher Fußballspieler
- Werner, Jürgen (* 1961), österreichischer Fußballspieler und -funktionär
- Werner, Jürgen (* 1963), deutscher Drehbuchautor
- Werner, Jürgen (* 1967), österreichischer Fußballspieler
- Werner, Jürgen (* 1970), deutscher Radrennfahrer

###### Werner, K
- Werner, Karel (1925–2019), tschechoslowakisch-britischer Indologe
- Werner, Karl (1821–1888), österreichischer Theologe
- Werner, Karl (1878–1939), deutscher Filmproduzent und Regisseur zur Stummfilmzeit
- Werner, Karl (1956–2007), deutscher Entomologe
- Werner, Karl (* 1966), deutscher Fußballspieler
- Werner, Karl August (1876–1936), deutscher Jurist, Oberreichsanwalt (1926–1936)
- Werner, Karl Ferdinand (1924–2008), deutscher Historiker
- Werner, Karl Friedrich (1804–1872), deutscher lutherischer Geistlicher und Pietist
- Werner, Karl Friedrich (1806–1876), lutherischer Pfarrer und Pietist sowie Übersetzer und Bearbeiter von Schriften Johann Albrecht Bengels
- Werner, Karl Friedrich (1820–1877), Reichsoberhandelsgerichtsrat
- Werner, Karl Ludwig (1862–1902), deutscher Organist und Komponist
- Werner, Karl Wilhelm (1858–1934), deutscher Psychiater
- Werner, Karl-Heinz (1911–2000), deutscher Jurist, Verbandsdirektor und Senator (Bayern)
- Werner, Karl-Heinz (1941–2019), deutscher Politiker (DBD), MdV
- Werner, Karl-Heinz (* 1949), deutscher Judoka
- Werner, Katharina (* 1985), österreichische Politikerin (NEOS) und Unternehmerin
- Werner, Katrin (* 1973), deutsche Politikerin (Die Linke), MdB
- Werner, Kenny (* 1951), US-amerikanischer Jazzmusiker (Piano, Komposition)
- Werner, Kerry (* 1991), US-amerikanischer Radrennfahrer
- Werner, Kerstin, deutsche Hörfunkmoderatorin
- Werner, Kerstin (* 1982), deutsche Mittelstreckenläuferin
- Werner, Klaus (1928–2014), deutscher Kameramann
- Werner, Klaus (1928–2013), deutscher Botaniker
- Werner, Klaus (1940–2010), deutscher Kunsthistoriker, Galerist, Museumsgründer und Hochschulrektor
- Werner, Klaus (* 1942), deutscher Literaturwissenschaftler und Hochschullehrer
- Werner, Klaus Ulrich (* 1956), deutscher Germanist und Bibliothekar
- Werner, Konstantin (1917–2009), deutscher Bürgermeister und Ehrenbürger von Heustreu
- Werner, Kurt (1925–2005), deutscher Unternehmer

###### Werner, L
- Werner, Lars (1935–2013), schwedischer Politiker (Vänsterpartiet), Mitglied des Riksdag
- Werner, Lasse (1934–1992), schwedischer Musiker und Schauspieler
- Werner, Lena (* 1994), deutsche Politikerin (SPD)Lena Werner (* 1994)

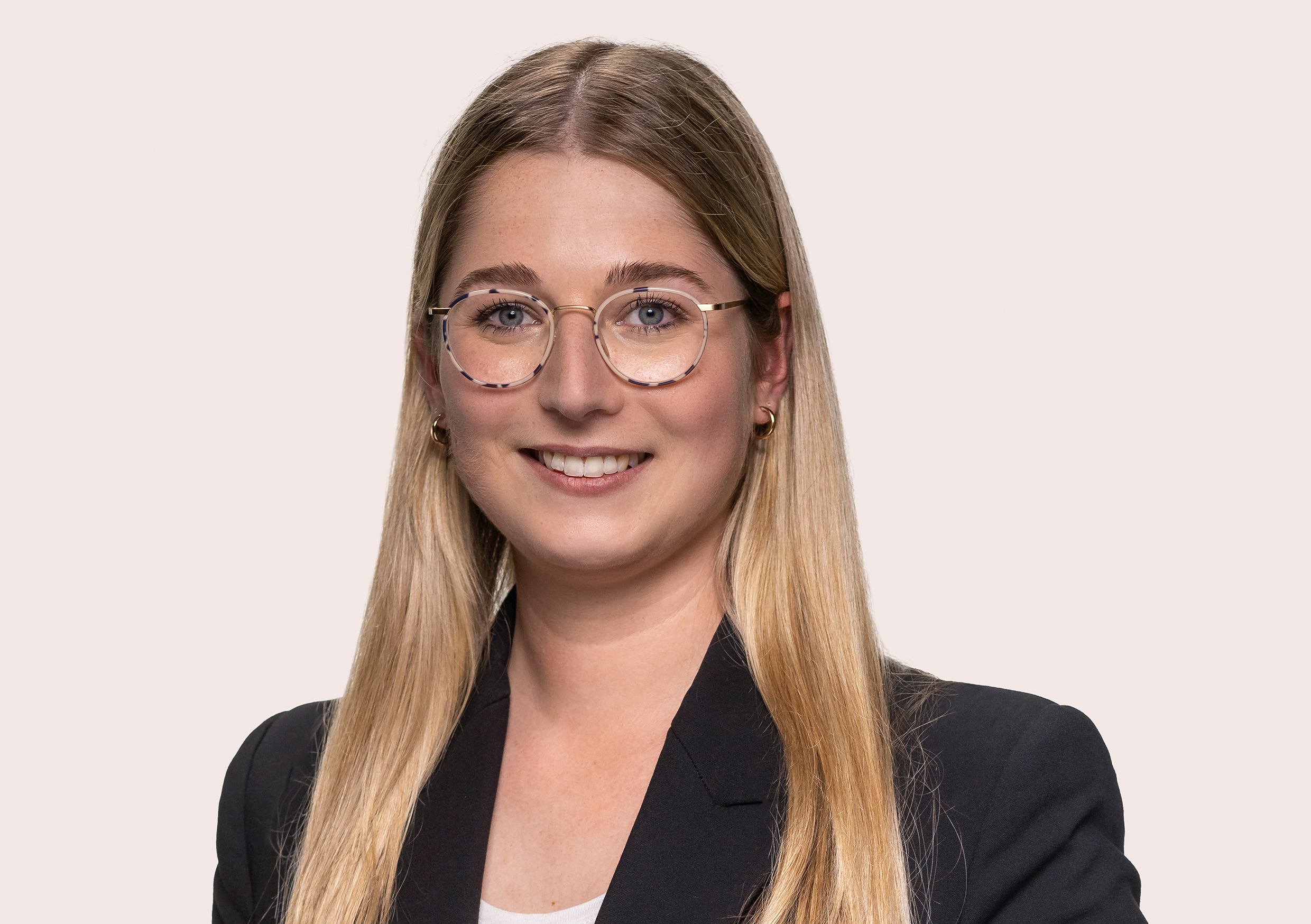
Lena Werner (* 1994)

- Werner, Leopold (1905–1977), österreichischer Jurist und Universitätsprofessor, Senatspräsident am VwGH, Vizepräsident des VfGH
- Werner, Leopold von (1804–1891), kurhessischer Kammerherr und Obristzeremonienmeister
- Werner, Leopold von (1867–1951), Kreisrat und Kreisdirektor in Hessen
- Werner, Leszek (1937–2014), polnischer Organist und Musikpädagoge
- Werner, Louis B. (1921–2007), US-amerikanischer Chemiker
- Werner, Ludwig (1855–1928), deutscher Redakteur und Politiker, MdR, Antisemit
- Werner, Ludwig Reinhold von (1726–1756), deutscher Historiker
- Werner, Ludwig von (1754–1808), kurhessischer Generalleutnant

###### Werner, M
- Werner, Magnus (* 1880), deutscher Studienrat
- Werner, Manfred (* 1951), deutscher Fußballspieler
- Werner, Manuel (* 1948), deutscher Fernsehmoderator und Restauranttester
- Werner, Marcel (1952–1986), deutscher Schauspieler
- Werner, Marco (* 1966), deutscher Automobilrennfahrer
- Werner, Marcus (* 1965), deutscher Rechtsanwalt und Informatiker
- Werner, Marcus (* 1974), deutscher Autor und Moderator
- Werner, Margit (* 1951), deutsche Politikerin (PDS, FDP), MdL
- Werner, Margot (1937–2012), österreichische Balletteuse und ChansonsängerinMargot Werner (1937–2012)

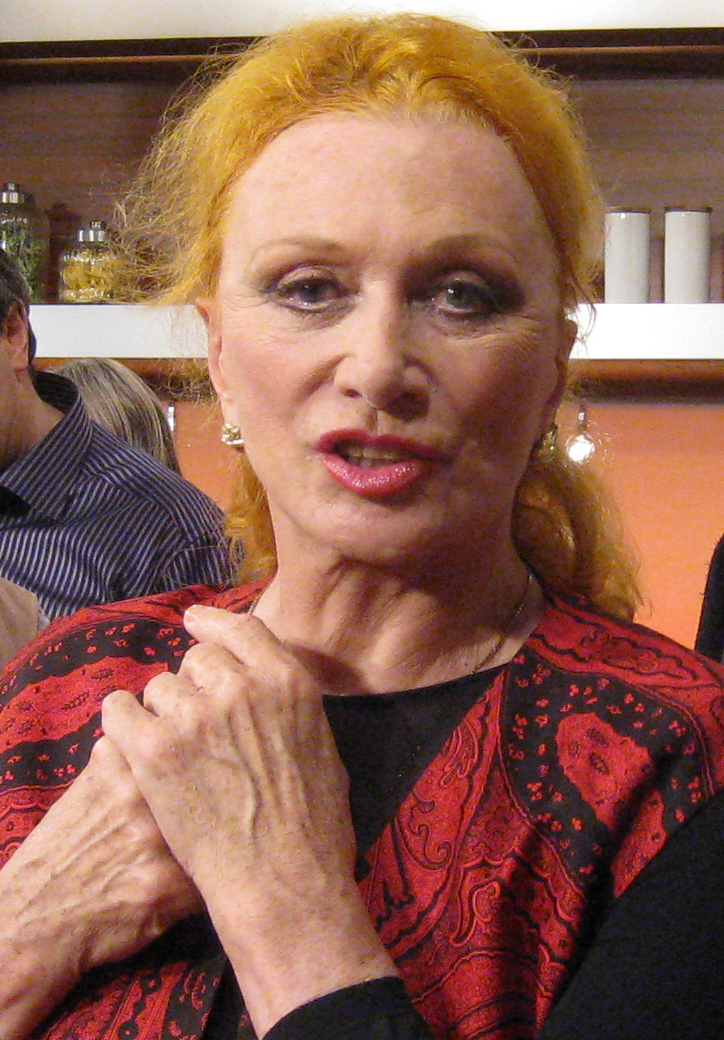
Margot Werner (1937–2012)

- Werner, Marianne (1924–2023), deutsche Leichtathletin und Olympiamedaillengewinnerin
- Werner, Mark (* 1969), deutscher Autor
- Werner, Marko (* 1976), deutscher Schauspieler
- Werner, Markus (1944–2016), Schweizer Schriftsteller
- Werner, Martin (1887–1964), Schweizer reformierter Theologe
- Werner, Martina (1929–2018), deutsche Schriftstellerin und bildende Künstlerin
- Werner, Martina (* 1961), deutsche Politikerin (SPD), MdEP
- Werner, Martina (* 1969), deutsche Satirikerin und Politikerin (Die PARTEI)
- Werner, Mats (* 1953), schwedischer Fußballspieler
- Werner, Matthias (1902–1975), deutscher Politiker (SPD)
- Werner, Matthias (* 1942), deutscher Historiker
- Werner, Matthias (* 1984), deutscher Handballspieler
- Werner, Max (1877–1933), deutscher Architekt
- Werner, Max (1893–1972), österreichischer Politiker, Abgeordneter zum Nationalrat
- Werner, Max (1953–2024), niederländischer Sänger und SchlagzeugerMax Werner (1953–2024)

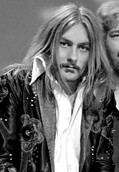
Max Werner (1953–2024)

- Werner, Maximilian (1815–1875), badischer Politiker
- Werner, Maximilian (* 1996), deutscher Schauspieler
- Werner, Mia (* 2005), deutsche Fußballspielerin
- Werner, Micha (* 1968), deutscher Philosoph
- Werner, Michael (* 1939), deutscher Kunsthändler
- Werner, Michael (* 1945), deutscher Rennbootfahrer
- Werner, Michael (* 1946), französischer Historiker und Germanist
- Werner, Michael (* 1961), deutscher Künstler
- Werner, Michael-André (* 1967), deutscher Schriftsteller und Herausgeber
- Werner, Mike (* 1967), deutscher Karateka
- Werner, Mike (* 1971), deutscher Fußballspieler und Fußballtrainer
- Werner, Monika (1938–2024), deutsche Politikerin (SED), MdV, Mitglied des Staatsrates
- Werner, Monika (* 1950), deutsche Schauspielerin und Hörspielsprecherin
- Werner, Monique (* 1958), Schweizer Sportlerin und Tänzerin
- Werner, Moritz (1831–1917), deutscher Kaufmann und Politiker

###### Werner, N
- Werner, Nicole (* 1972), deutsche Fußballspielerin und -trainerin
- Werner, Nils (1927–1989), deutscher Kinderbuchautor
- Werner, Nina (* 1986), deutsche Comiczeichnerin und Illustratorin
- Werner, Norbert (1937–2019), deutscher Kunsthistoriker
- Werner, Norbert († 1991), österreichischer freischaffender Journalist und Kriegsberichterstatter sowie Kriegsopfer

###### Werner, O
- Werner, Olaf (1939–2024), deutscher Rechtswissenschaftler
- Werner, Olaf (* 1960), deutscher Fußballspieler
- Werner, Ole (* 1988), deutscher Fußballspieler und -trainerOle Werner (* 1988)

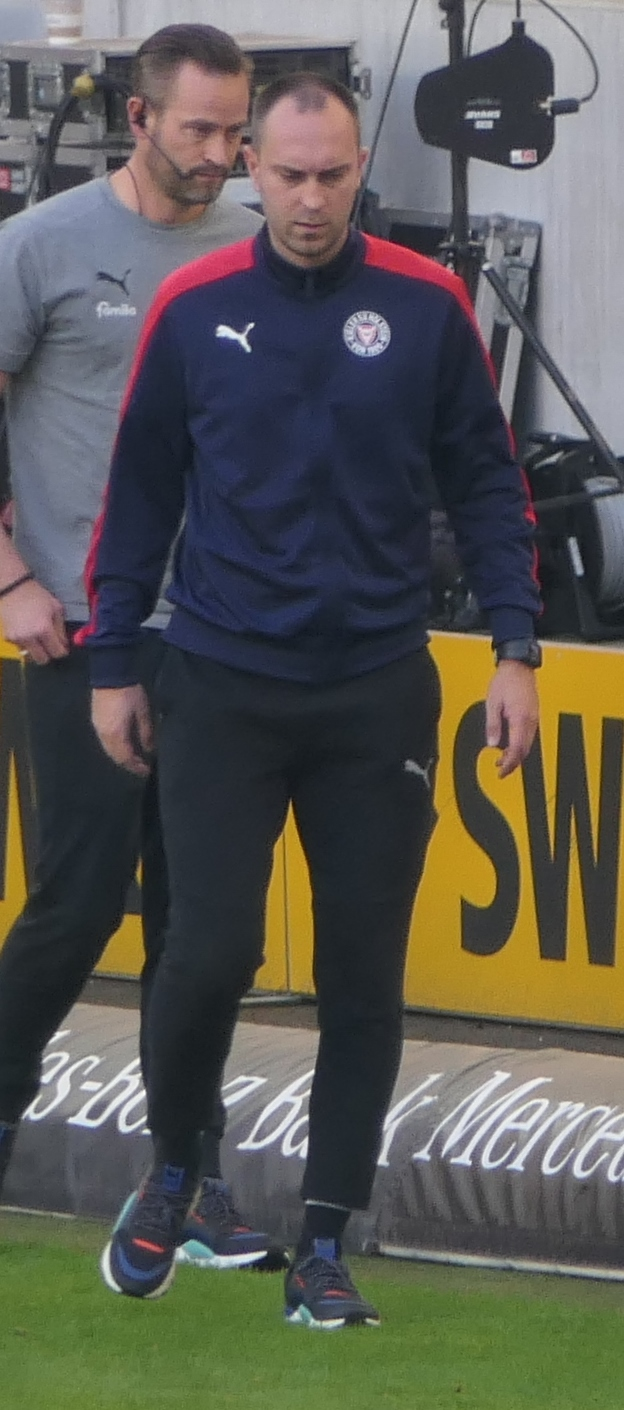
Ole Werner (* 1988)

- Werner, Olivier (* 1985), belgischer Fußballspieler
- Werner, Oskar (1885–1971), deutscher Altphilologe und Sprecherzieher
- Werner, Oskar (1922–1984), österreichischer Schauspieler und Deklamator
- Werner, Otmar (1932–1997), deutscher Germanist und Skandinavist
- Werner, Otto (1854–1923), deutscher Kunstgärtner, Gartenarchitekt und Stadtgartendirektor von Chemnitz
- Werner, Otto (1879–1936), deutscher Chirurg
- Werner, Otto (1884–1955), deutscher Unternehmer
- Werner, Otto (1885–1954), deutscher Architekt
- Werner, Otto (* 1910), deutscher DBD-Funktionär, MdV, Bezirksvorsitzender der DBD Gera
- Werner, Otto (1937–2010), deutscher Kommunal- und Landespolitiker (SPD), MdL
- Werner, Otto Wilhelm Theodor (1846–1914), deutscher Politiker und Oberbürgermeister

###### Werner, P
- Werner, Paul (1848–1927), deutscher Jurist, Richter und kommunaler Verwaltungsbeamter
- Werner, Paul (1900–1970), deutscher Verwaltungsjurist, Kriminalpolizist, SS-Führer und Ministerialrat im Reichssicherheitshauptamt
- Werner, Paul (1913–2003), deutscher Jurist
- Werner, Paul (* 1951), deutscher Drehbuchautor
- Werner, Paul von (1707–1785), preußischer Generalleutnant, Chef des Husaren-Regiments (braune Husaren) und Träger der Pour le Merite
- Werner, Pauline (* 1996), deutsche Schauspielerin
- Werner, Pe (* 1960), deutsche SängerinPe Werner (* 1960)

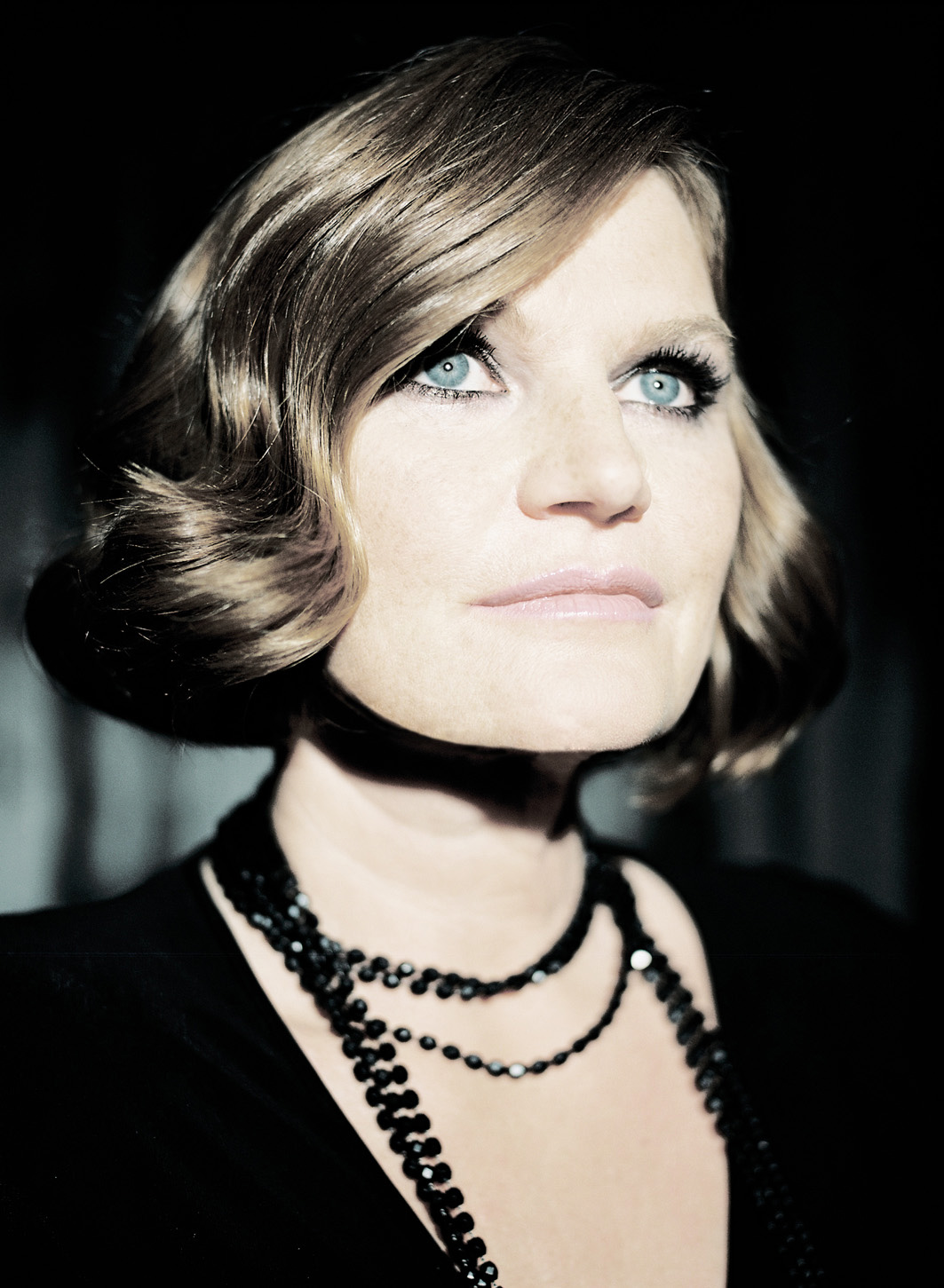
Pe Werner (* 1960)

- Werner, Pete (* 1999), US-amerikanischer American-Football-Spieler
- Werner, Peter (1946–2017), deutscher Fußballspieler
- Werner, Peter (1947–2023), US-amerikanischer Film- und Fernsehregisseur sowie Produzent
- Werner, Peter (* 1948), deutscher Biologe und Hochschullehrer
- Werner, Peter Anton (1819–1868), deutscher Ziegler, Landtagsabgeordneter Großherzogtum Hessen
- Werner, Petra (* 1966), deutsche Hochschullehrerin
- Werner, Pierre (1913–2002), luxemburgischer Politiker
- Werner, Pirmin (* 2000), Schweizer Freestyle-Skier

###### Werner, R
- Werner, Raik (* 1973), deutscher Jurist, Richter am Bundesgerichtshof
- Werner, Ramona (* 1991), deutsche Fußballspielerin
- Werner, Reiner (1932–2003), deutscher Hochschullehrer, Psychologe und Manualtherapeut
- Werner, Reinhard F. (* 1954), deutscher theoretischer Physiker
- Werner, Reinhold (1864–1939), deutscher Maler
- Werner, Reinhold Otto (1947–2015), deutscher Romanist, Hispanist und Lexikograf
- Werner, Reinhold von (1825–1909), deutscher Vizeadmiral und Militärschriftsteller
- Werner, Richard (1875–1945), österreichisch-tschechischer Medizinprofessor und Opfer des Holocaust
- Werner, Richard A. (* 1967), deutscher Ökonom und Hochschullehrer
- Werner, Richard Maria (1854–1913), österreichischer Germanist und Literaturhistoriker
- Werner, Richard Martin (1903–1949), deutscher Bildhauer
- Werner, Rieke (* 1987), deutsche Synchronsprecherin und Sängerin
- Werner, Rinaldo (1842–1922), deutsch-italienisch-britischer Maler
- Werner, Rita (* 1965), deutsche Journalistin, Drehbuchautorin, Moderatorin, Produzentin, Medientrainerin, leitet Agentur für Kommunikation und Marketing
- Werner, Robert, österreichischer Opernsänger (Tenor), Pianist und Komponist
- Werner, Robert (1924–2004), deutscher Althistoriker
- Werner, Robert Rudolf (1820–1891), deutscher Ingenieur und Hochschullehrer
- Werner, Roland (* 1957), deutscher Sprachwissenschaftler und evangelischer Theologe evangelikalcharismatischer PrägungRoland Werner (* 1957)

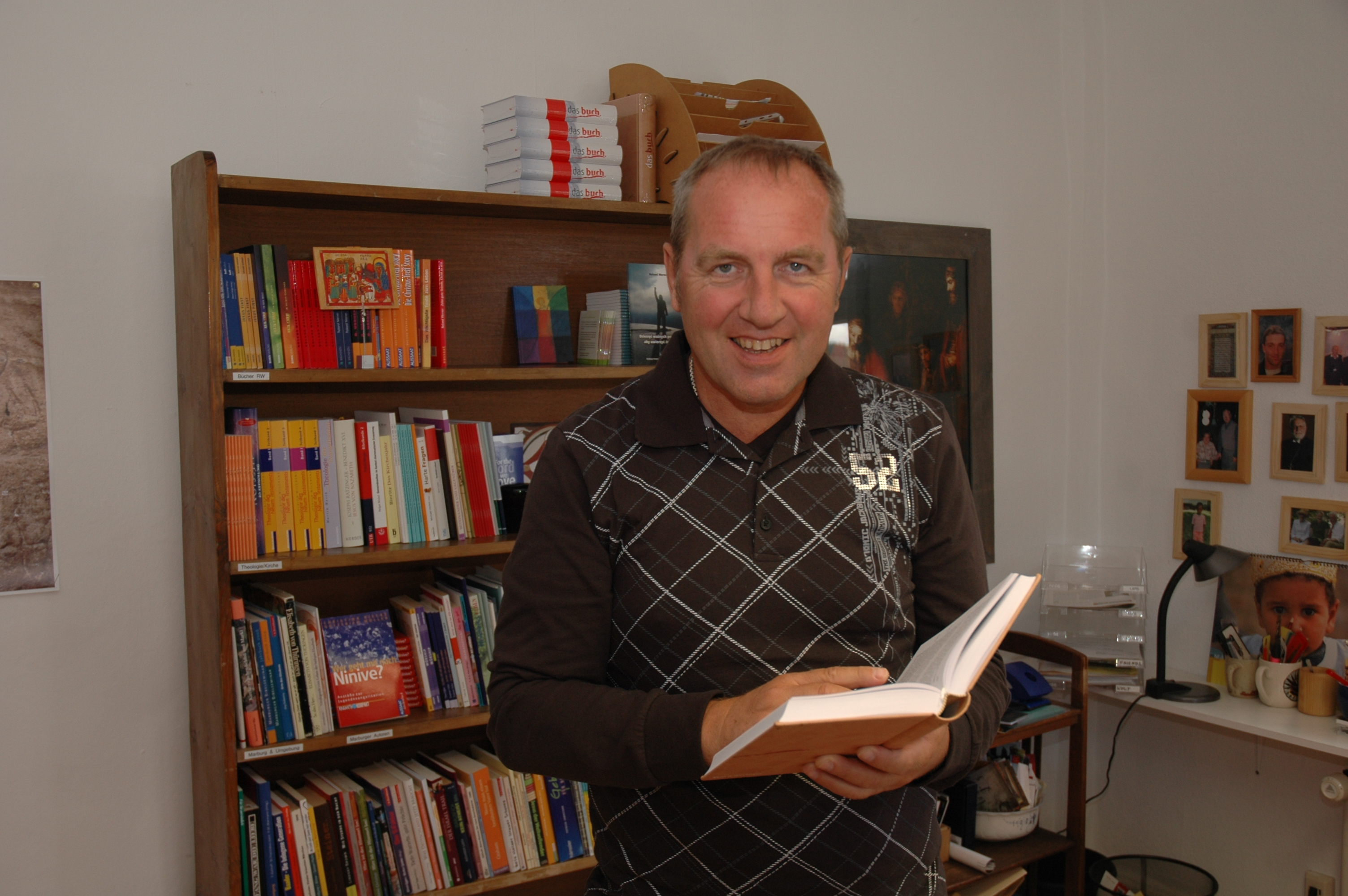
Roland Werner (* 1957)

- Werner, Roland (* 1970), deutscher Politiker (FDP), Staatssekretär in Sachsen
- Werner, Rolf (1916–1989), deutscher Maler
- Werner, Roman (* 1989), deutscher Bluesrock-Gitarrist
- Werner, Ronald (* 1963), deutscher Fußballspieler
- Werner, Rudolf (1920–1996), deutscher Unternehmer und Politiker (CDU), MdB, MdEP
- Werner, Rudolf (* 1941), deutscher Journalist und Dokumentarfilmer
- Werner, Rudolf G. (1893–1957), deutscher Maler
- Werner, Ruth (1907–2000), deutsche Agentin des sowjetischen Nachrichtendienstes GRU und Schriftstellerin

###### Werner, S
- Werner, Sabine (* 1960), deutsche Schauspielerin und Hörspielsprecherin
- Werner, Sabine (* 1960), deutsche Biochemikerin
- Werner, Sabine (* 1965), deutsche Richterin am Bundespatentgericht
- Werner, Sarah Juel (* 1992), dänische Schauspielerin und Synchronsprecherin
- Werner, Scarlett (* 1984), deutsche Tennisspielerin
- Werner, Selmar (1864–1953), deutscher Bildhauer, Maler, Grafiker und Medailleur
- Werner, Sidonie (1860–1932), deutsche Sozialpolitikerin
- Werner, Sidse (1931–1989), dänische Architektin und Industriedesignerin
- Werner, Siegfried (1939–2004), deutscher Fußballspieler
- Werner, Siegmund (1867–1928), österreichischer Zahnarzt und Sekretär des zionistischen Politikers Theodor Herzl
- Werner, Simon (* 1971), deutscher Schauspieler
- Werner, Simon (* 1986), deutscher Musikproduzent, Toningenieur und Musiker
- Werner, Stephen (* 1984), US-amerikanischer Eishockeyspieler
- Werner, Susanne (1953–2021), deutsche Richterin am Bundespatentgericht
- Werner, Susanne (* 1991), deutsche Fußballspielerin

###### Werner, T
- Werner, Taylor (* 1998), US-amerikanische Leichtathletin
- Werner, Teresa, polnische SängerinTeresa Werner

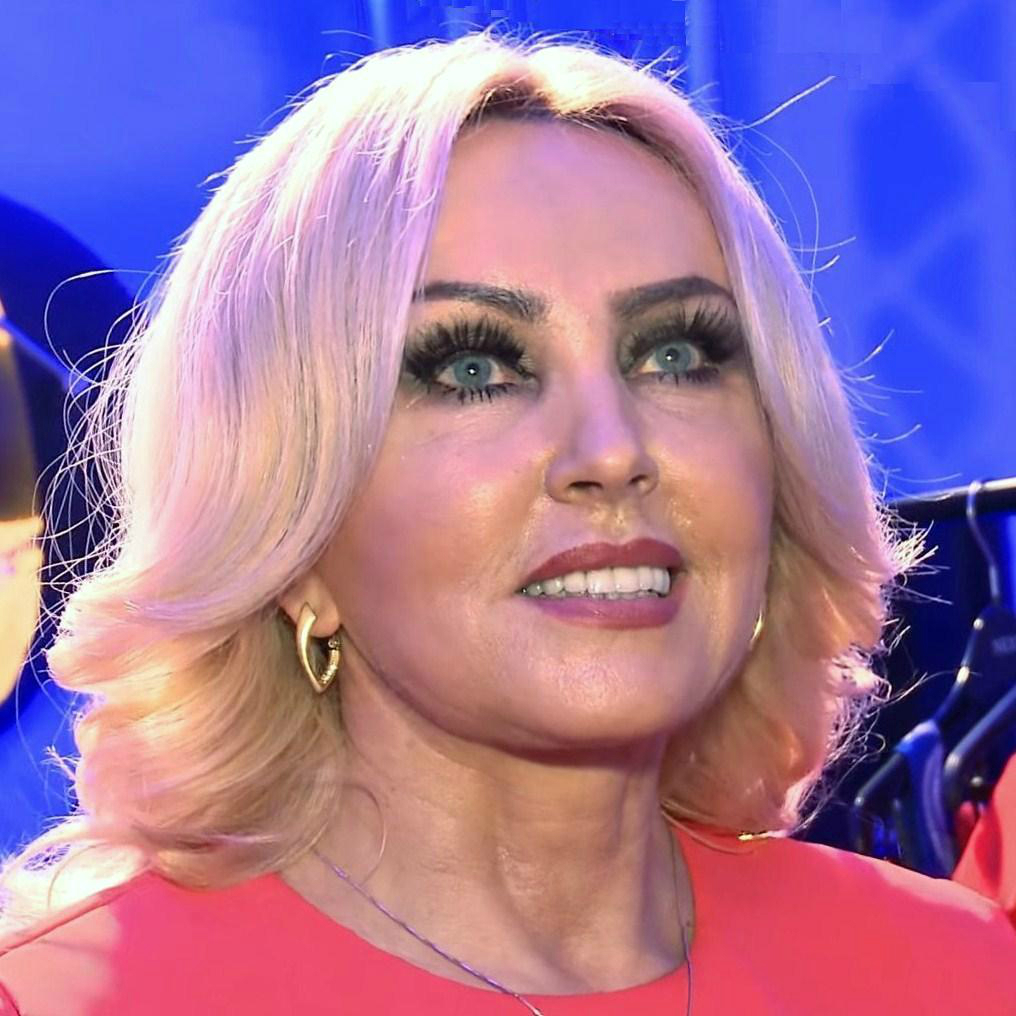
Teresa Werner

- Werner, Teresa (* 1981), deutsche Maschinenbauingenieurin und Hochschullehrerin
- Werner, Theo Maria (1925–1989), deutscher Filmproduzent
- Werner, Theodor (1884–1973), deutscher Politiker (SPD), MdL
- Werner, Theodor (1886–1969), deutscher Maler
- Werner, Theodor (1892–1973), deutscher lutherischer Theologe, Liturgiker und Kirchenlieddichter
- Werner, Theodor Gustav (1895–1975), deutscher Wirtschaftshistoriker
- Werner, Theodor Wilhelm (1874–1957), deutscher Musikwissenschaftler und Musikkritiker
- Werner, Theodore B. (1892–1989), US-amerikanischer Politiker
- Werner, Thomas (* 1962), deutscher Architekt und Kunsthistoriker
- Werner, Thomas (* 1972), Schweizer Politiker der Schweizerischen Volkspartei (SVP)
- Werner, Tilo (* 1962), deutscher Theaterschauspieler
- Werner, Tilo (* 1969), deutscher Schauspieler und Hörspielsprecher
- Werner, Timo (* 1996), deutscher FußballspielerTimo Werner (* 1996)

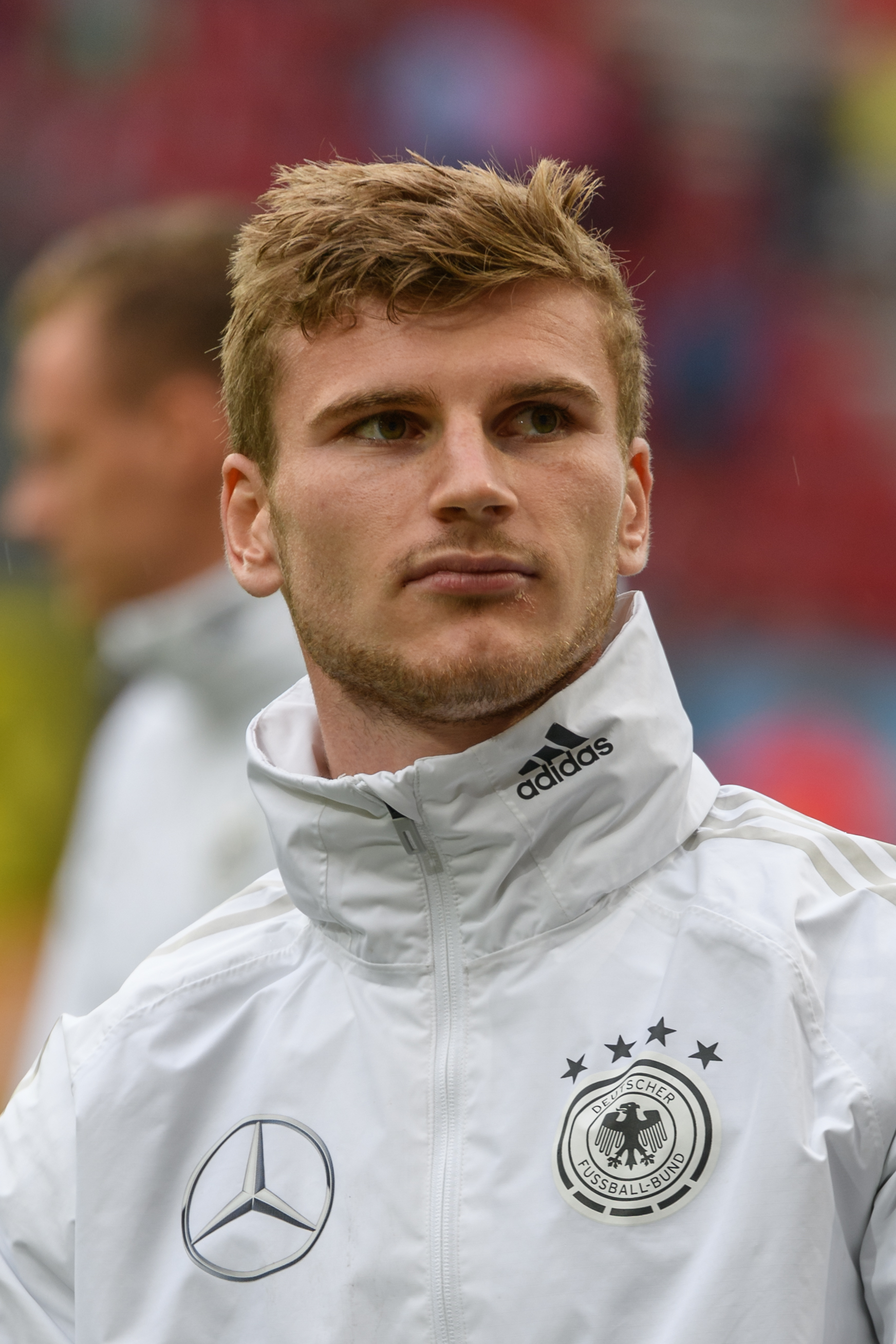
Timo Werner (* 1996)

- Werner, Tobias (* 1985), deutscher Fußballspieler
- Werner, Tobias (* 1997), deutscher Volleyballspieler
- Werner, Tom (* 1950), US-amerikanischer Fernsehproduzent und Geschäftsmann
- Werner, Tommy (* 1966), schwedischer Schwimmer

###### Werner, U
- Werner, Udo (1918–1990), deutscher Moderator und Entertainer
- Werner, Ursula (* 1943), deutsche Schauspielerin, Hörspiel- und Synchronsprecherin
- Werner, Uwe (1955–2018), deutscher Jazzmusiker (Saxophon, Flöte)

###### Werner, W
- Werner, Walter, deutscher Wirtschaftsdiplomat
- Werner, Walter (1883–1956), deutscher Schauspieler, Hörspiel- und Synchronsprecher
- Werner, Walter (1912–1998), deutscher Politiker (SPD), MdL
- Werner, Walter (* 1920), deutscher Fußballspieler
- Werner, Walter (1922–1995), deutscher Schriftsteller
- Werner, Walter K. (1931–2008), deutscher Kunsthandwerker
- Werner, Walter L. (1933–2020), deutscher Funktionär, Honorarkonsul von Schweden
- Werner, Welf, deutscher Volkswirtschaftler und Amerikanist
- Werner, Wendelin (* 1968), deutsch-französischer MathematikerWendelin Werner (* 1968)

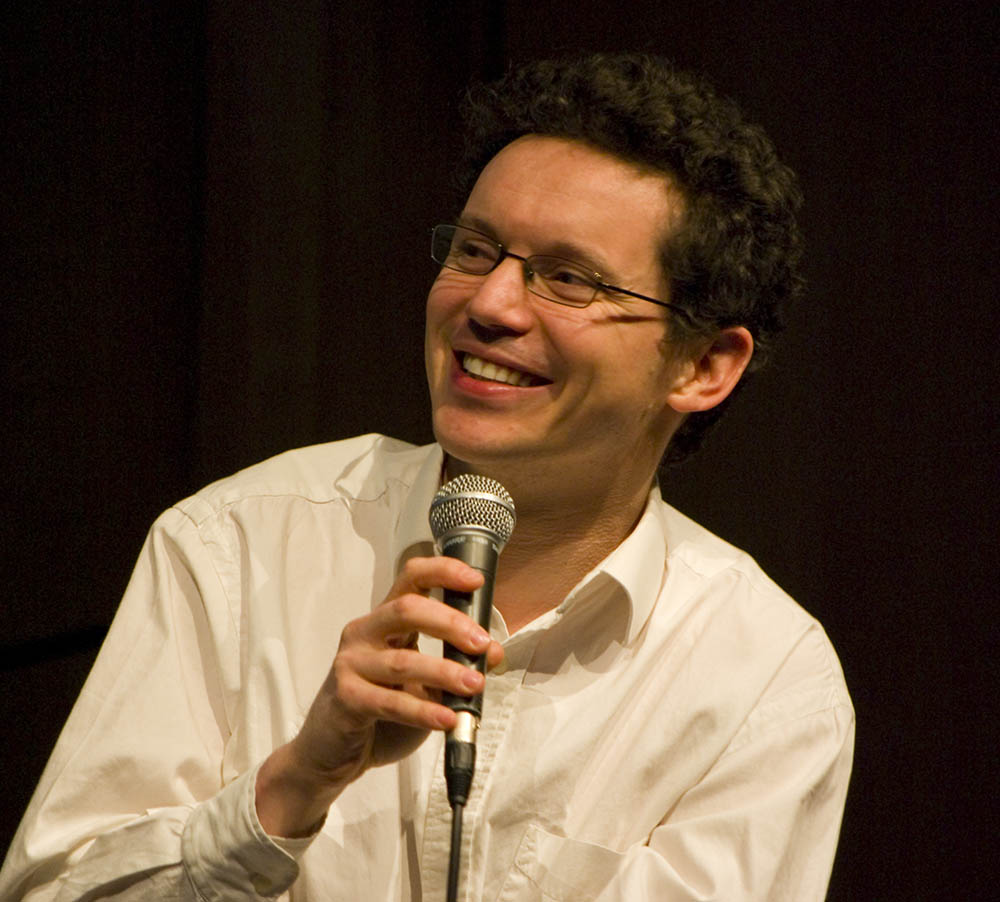
Wendelin Werner (* 1968)

- Werner, Wilfried (1930–2024), deutscher Agrarwissenschaftler und Hochschullehrer
- Werner, Wilhelm (1850–1915), deutscher Geodät
- Werner, Wilhelm (1874–1947), deutscher Automobilrennfahrer
- Werner, Wilhelm (1886–1975), deutscher Tischler und Werkmeister der Hamburger Kunsthalle
- Werner, Wilhelm (1888–1945), deutscher Marineoffizier, Politiker (NSDAP), MdR und SS-Führer
- Werner, Wilhelm (1898–1940), deutscher Psychiatriepatient und Anstaltsinsasse
- Werner, Wilhelm (* 1912), deutscher Dekorationsmaler und Mitglied der Volkskammer der DDR
- Werner, William (1893–1970), deutscher Automobilunternehmer
- Werner, Willy (1868–1931), deutscher Bildnis- und Genremaler
- Werner, Winfried (* 1952), deutscher Politiker (SPD)
- Werner, Winfried (* 1958), deutscher Politiker (CDU), MdA
- Werner, Wolf (1942–2018), deutscher Fußballtrainer und -funktionärWolf Werner (1942–2018)

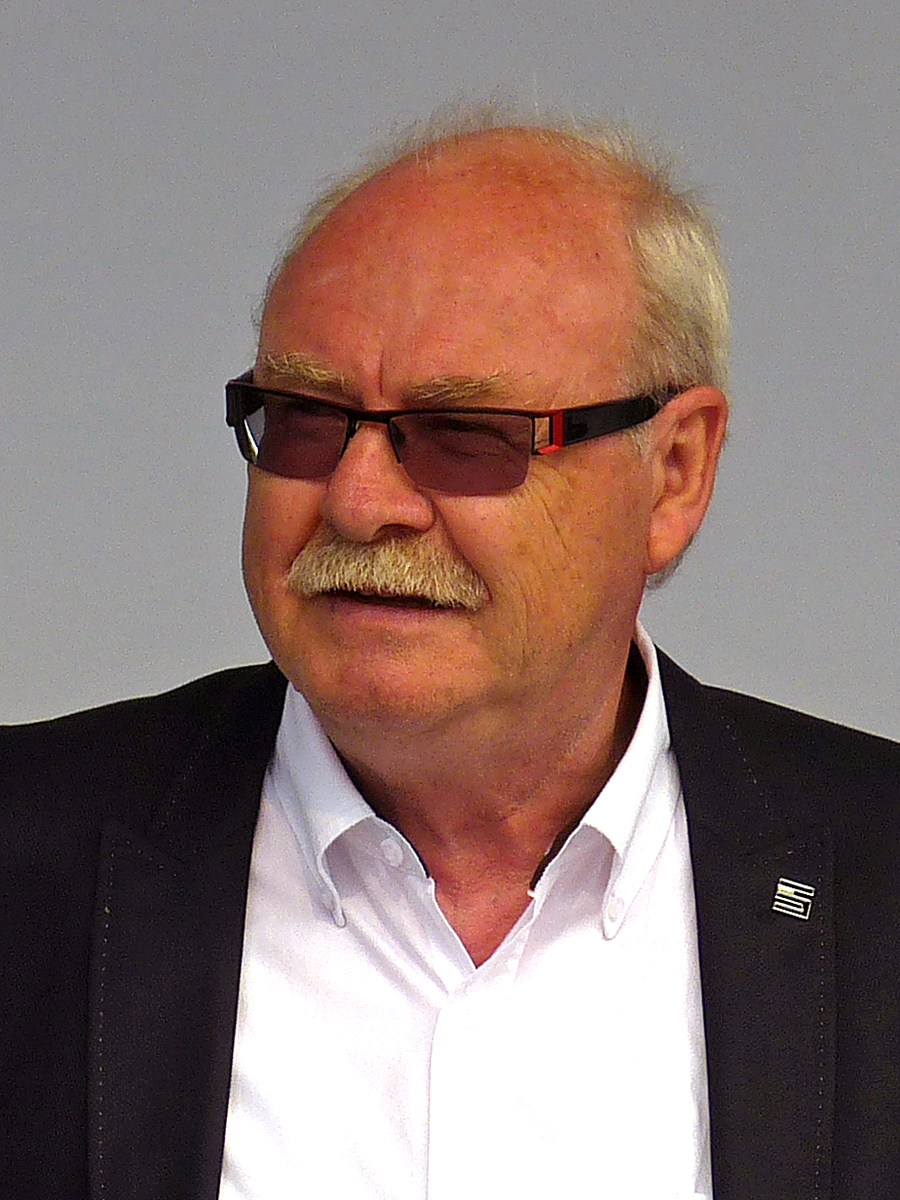
Wolf Werner (1942–2018)

- Werner, Wolfgang (* 1939), deutscher Psychiater
- Werner, Wolfgang (* 1948), deutscher römisch-katholischer Theologe
- Werner, Wolfgang (* 1949), deutscher Politiker (SPD), MdL
- Werner, Wolfgang (* 1952), deutscher Politiker (SPD)
- Werner, Wolfgang Ludwig (* 1953), deutscher Tropenforscher
- Werner, Wolfgang M. (* 1946), deutscher Prähistoriker und Denkmalpfleger
- Werner, Wolfgang Ulrich (1941–2022), deutscher Drogist und Theaterdirektor
- Werner, Woty (1903–1971), deutsche Malerin, Bildweberin und Entwerferin
- Werner, Wulf-Paul (1955–2005), deutscher Lokalpolitiker und Bürgermeister

###### Werner, Y
- Werner, Yehudah L. (* 1931), deutsch-israelischer Herpetologe

###### Werner, Z
- Werner, Zacharias (1768–1823), deutscher Dichter und Dramatiker der RomantikZacharias Werner (1768–1823)

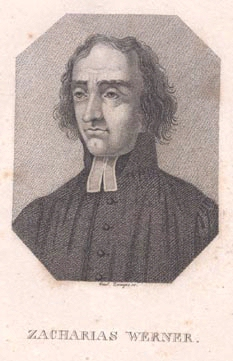
Zacharias Werner (1768–1823)

- Werner, Zoé (* 2005), deutsche Fußballspielerin

##### Werner-

###### Werner-B
- Werner-Böhnke, Ursula (1927–2020), deutsche Kinderbuchautorin, langjährige Chefredakteurin der Kinderzeitschrift Bummi

###### Werner-D
- Werner-Dietrich, Regina (* 1950), deutsche Sängerin (Sopran) und Gesangspädagogin

###### Werner-F
- Werner-Fluss, Uschi (1924–2002), deutsche Sängerin, Kölner Original

###### Werner-J
- Werner-Jensen, Arnold (* 1941), österreichischer Musiker, Musikwissenschaftler und Autor

###### Werner-K
- Werner-Kahle, Hugo (1882–1961), deutscher Schauspieler
- Werner-Kersten, Max (1880–1948), deutscher Komponist

###### Werner-L
- Werner-Lobo, Klaus (* 1967), österreichischer Journalist und Politiker (Grüne), Landtagsabgeordneter

###### Werner-M
- Werner-Muggendorfer, Johanna (* 1950), deutsche Politikerin (SPD), MdL

###### Werner-R
- Werner-Rizzolli, Lili (1907–1992), österreichische Operettensängerin und Schauspielerin

###### Werner-S
- Werner-Schwarzburg, Albert (1857–1911), deutscher Bildhauer und Bildschnitzer

##### Werners
- Werners, Hubert Jakob (1831–1894), deutscher Oberbürgermeister in Nordrhein-Westfalen
- Werners, Paul (1877–1953), deutscher Ingenieur
- Wernerson, Thomas (* 1955), schwedischer Fußballspieler

##### Wernert
- Wernert, Paul (1889–1972), französischer Paläontologe und Paläo-Ethnologe

##### Werneru
- Wernerus-Neumann, Heidi (1947–2011), deutsche Aktivistin der Völkerverständigung

##### Wernery
- Wernery, Hans (1912–1993), deutscher Ministerialbeamter

#### Wernet
- Wernet, Andreas (* 1960), deutscher Erziehungswissenschaftler
- Wernet, Anton (1895–1968), deutscher Jurist und Politiker (BCSV, CDU)
- Wernet, Peter (* 1941), deutscher Immunologe
- Wernet, Sabine (1951–2011), deutsche Rechtsanwältin, Mitglied des Bayerischen Senats

### Wernh
- Wernham, Archibald Garden (1916–1989), schottischer Philosoph
- Wernhammer, Josef (1790–1855), österreichischer Wirt und Politiker, Landtagsabgeordneter
- Wernhard († 1317), römisch-katholischer Geistlicher
- Wernhard von Maissau, Hauptmann ob der Enns
- Wernhard von Marsbach († 1283), Bischof von Seckau
- Wernhardt, Paul von (1776–1846), österreichischer Offizier und Theresienritter
- Wernhardt, Stefan von (1806–1869), österreichischer Offizier
- Wernhart, Karl (1879–1944), österreichischer Politiker, Landtagsabgeordneter
- Wernhart, Karl Rudolf (* 1941), österreichischer Ethnologe und Kulturanthropologe
- Wernher, frühmittelhochdeutscher Dichter
- Wernher († 1080), Abt im Kloster St. Blasien
- Wernher († 1195), Bischof von Gurk
- Wernher der Gartenaere, Autor der mittelalterlichen satirischen Verserzählung „Meier Helmbrecht“
- Wernher der Hemeling von Kuppingen, Ritter
- Wernher der Schweizer, Schweizer Priester und der Bearbeiter der Handschrift Marienleben
- Wernher I. († 1142), Abt des Klosters Einsiedeln
- Wernher I. († 1204), Stiftspropst von Berchtesgaden, Dompropst von Salzburg
- Wernher II. († 1252), Stiftspropst von Berchtesgaden
- Wernher II. von Toggenburg († 1210), Abt des Klosters Einsiedeln
- Wernher, Adolph (1809–1883), deutscher Chirurg, Pathologe und Hochschullehrer
- Wernher, Bruder, mittelhochdeutscher Spruchdichter
- Wernher, Ernst (1837–1909), deutscher Politiker (NLP), MdL Großherzogtum Hessen
- Wernher, Johann Wilhelm (1767–1827), deutscher Jurist und Politiker
- Wernher, Johannes Balthasar (1676–1743), deutscher Rechtswissenschaftler und Mathematiker
- Wernher, Johannes Friedrich (1698–1735), deutscher Rechtswissenschaftler
- Wernher, Julius (1850–1912), deutscher Unternehmer und Kunstsammler
- Wernher, Paul (1839–1901), preußischer Generalleutnant
- Wernher, Philipp Wilhelm (1802–1887), deutscher Politiker, MdL Großherzogtum Hessen
- Wernher, Wilhelm (1826–1906), deutscher Politiker (NLP), MdL Großherzogtum Hessen

### Werni
- Werni, Stefan (1967–2024), deutscher Kontrabassist und Komponist
- Wernic, Wiesław (1906–1986), polnischer Schriftsteller
- Wernich, Adolph Friedrich von (1807–1873), deutscher Jurist und Direktor der Eisenbahndirektion Saarbrücken
- Wernich, Agathon (1800–1868), deutscher Unternehmer und Politiker
- Wernich, Albrecht Ludwig Agathon (1843–1896), deutscher Mediziner
- Wernich, Christian von (* 1938), argentinischer katholischer Priester
- Wernich, Niels (1892–1977), dänisch-deutscher Arzt und Hauptvorsitzender des Bundes Deutscher Nordschleswiger
- Wernick, Dörte (* 1963), deutsche Bürgerrechtlerin (DDR) und Pfarrerin
- Wernick, Erich (1877–1956), deutscher Jurist und Politiker (CNBL/ThLB), MdL
- Wernick, Jane (* 1954), britische Bauingenieurin und Tragwerksplanerin
- Wernick, Richard (1934–2025), US-amerikanischer Komponist und Musikpädagoge
- Wernicke, Alexander (1857–1915), deutscher Schulmann und Hochschullehrer
- Wernicke, Annemarie (1925–2023), deutsche Schauspielerin und Synchronsprecherin
- Wernicke, August (1843–1912), Lokalpolitiker und Stadtchronist
- Wernicke, Carl (1813–1872), deutscher Schullehrer
- Wernicke, Carl (1848–1905), deutscher Neurologe und PsychiaterCarl Wernicke (1848–1905)

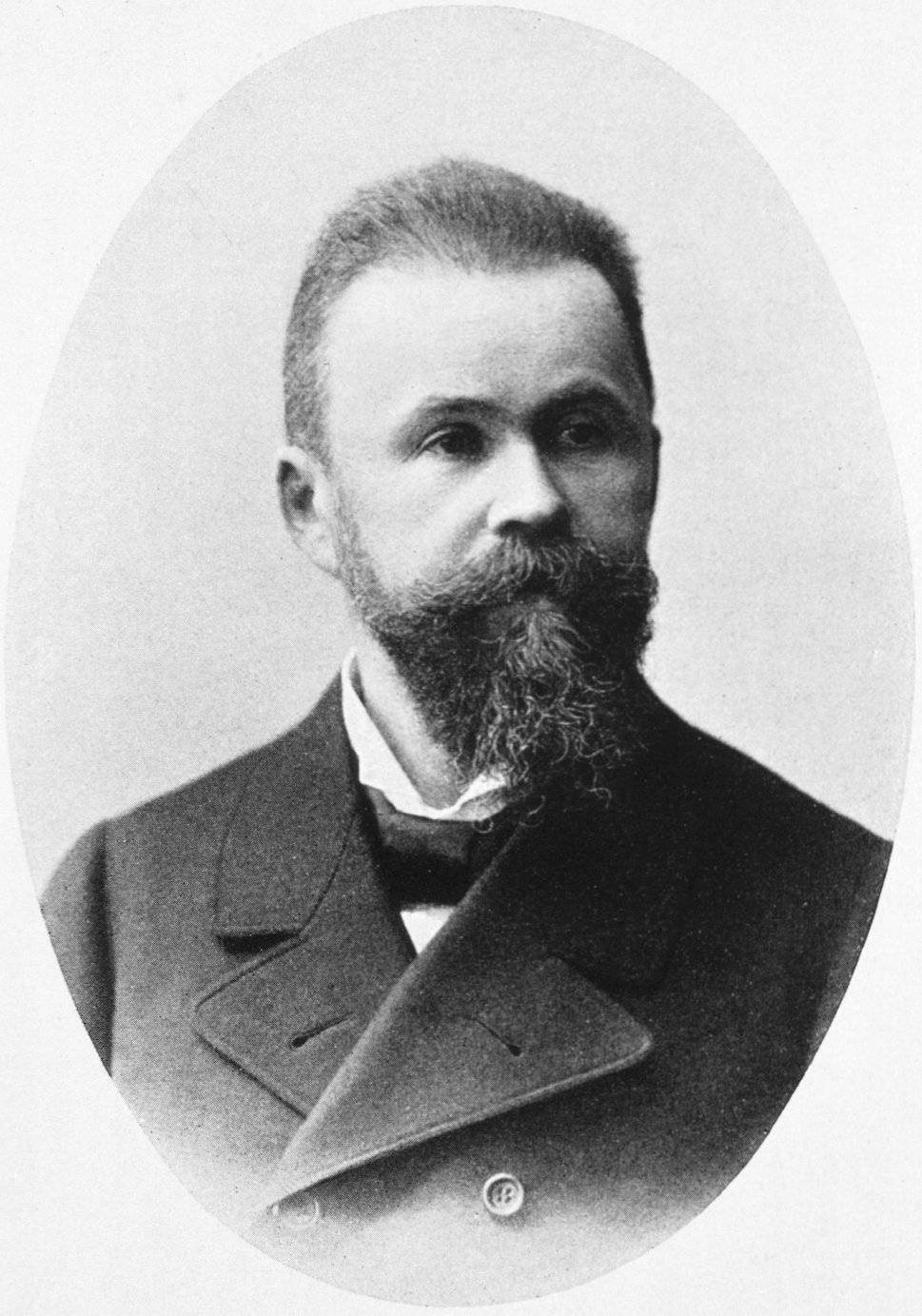
Carl Wernicke (1848–1905)

- Wernicke, Christian (1661–1725), deutscher Epigrammatiker und Diplomat
- Wernicke, Christine (* 1960), deutsche Politikerin (BVB/Freie Wähler), MdL
- Wernicke, Enrique (1915–1968), argentinischer Journalist, Puppenspieler und Schriftsteller
- Wernicke, Erich (1859–1928), deutscher Mikrobiologe und Hygieniker
- Wernicke, Erich (1877–1953), deutscher Lehrer für Mathematik und Naturwissenschaften
- Wernicke, Friedrich (1902–1982), deutscher Bergingenieur
- Wernicke, Friedrich August (1794–1819), deutscher Philologe
- Wernicke, Helmuth (1909–1994), deutscher Musiker und Komponist
- Wernicke, Herbert (1946–2002), deutscher Opernregisseur, Bühnen- und Kostümbildner
- Wernicke, Hermann (1851–1925), deutscher Naturalienhändler und Entomologe
- Wernicke, Hilde (1899–1947), deutsche Psychiaterin und Euthanasietäterin
- Wernicke, Horst (* 1935), deutscher Romanist
- Wernicke, Horst (* 1951), deutscher Historiker und Hochschullehrer
- Wernicke, Israel Gottlieb (1755–1836), norwegischer Komponist
- Wernicke, Julius (1802–1866), deutscher Lehrer und Regionalhistoriker in Thorn in Westpreußen
- Wernicke, Karl (1896–1976), deutscher Maler und Grafiker, vor allem Buchillustrator
- Wernicke, Konrad (1862–1900), deutscher klassischer Archäologe und Philologe
- Wernicke, Konrad (1905–2002), deutscher Rechtsanwalt und Syndikus
- Wernicke, Kurt (* 1930), deutscher Historiker
- Wernicke, Kurt Georg (1909–1997), deutscher Jurist und Bibliothekar
- Wernicke, Marie (1850–1915), deutsche Schulleiterin und Schriftstellerin in Berlin
- Wernicke, Martin (* 1980), deutscher Laiendarsteller
- Wernicke, Monika, deutsche Fußballspielerin
- Wernicke, Otto (1893–1965), deutscher Schauspieler
- Wernicke, Peter (1958–2017), deutscher Ornithologe und Naturfotograf
- Wernicke, Petra (1953–2017), deutsche Politikerin (CDU), MdL
- Wernicke, Rainer (* 1962), deutscher Politiker (Bündnis 90/Die Grünen)
- Wernicke, Rolf (1903–1953), deutscher Sportreporter und Rundfunkjournalist
- Wernicke, Wilhelm (1882–1967), deutscher Sportfunktionär
- Wernicke-Wehling, Eva-Maria (* 1953), deutsche Rennrodlerin
- Wernig, Daniel (* 1988), deutscher Handballspieler und -trainer
- Wernigk, Bartholomäus († 1686), deutscher Regierungsrat und Präsident des pfalz-zweibrückischen Oberkonsistoriums
- Wernigk, William (1894–1973), österreichischer Opernsänger (Tenor) deutscher Abstammung
- Werning, Claus (* 1938), deutscher Internist, Hochschulprofessor und Chefarzt mit dem Fachgebiet Hochdruckkrankheiten
- Werning, Heiko (* 1970), deutscher Schriftsteller
- Werning, Irina, argentinische Fotografin
- Werning, Iván (* 1974), argentinischer Ökonom und Professor am MIT
- Werning, Katharina (* 1985), deutsche Jockey
- Werning, Markus (* 1970), deutscher Philosoph und Kognitionswissenschaftler
- Werning, Rainer (* 1949), deutscher Politikwissenschaftler und Autor mit dem Schwerpunkt Südost- und Ostasien
- Werning, Rolf (* 1959), deutscher Erziehungswissenschaftler und Professor für Sonderpädagogik
- Wernink, Petrus (1895–1971), niederländischer Segler
- Wernisch, Ambros (1821–1887), österreichischer Gutsbesitzer und Politiker, Landtagsabgeordneter
- Wernisch, Ambros (1862–1923), österreichischer Politiker
- Wernitz, Axel (1937–2022), deutscher Politiker (SPD), MdL, MdB
- Wernitz, Daniel (* 1987), deutscher Volleyball- und Beachvolleyballspieler
- Wernitz, Frank (* 1957), deutscher Militärhistoriker
- Wernitz, Paul Friedrich (1738–1826), preußischer Oberst und Chef der schlesischen Festungsartillerie
- Wernitz, Udo (* 1968), deutscher Politiker (SPD)
- Wernitznig, Christopher (* 1990), österreichischer FußballspielerChristopher Wernitznig (* 1990)

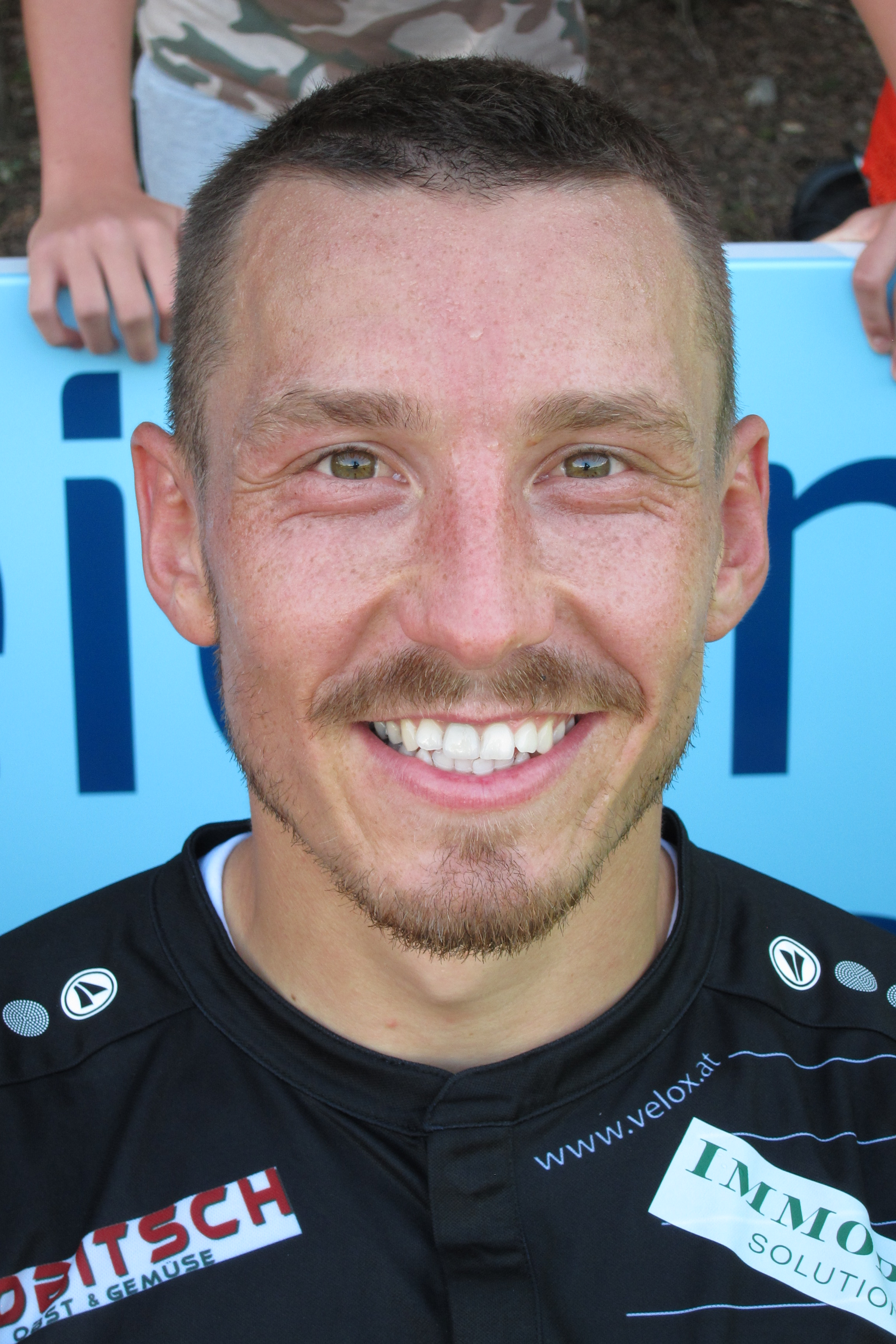
Christopher Wernitznig (* 1990)

### Wernj
- Wernjajew, Oleh (* 1993), ukrainischer Kunstturner

### Wernk
- Wernke, Christine Uschy (* 1977), deutsche Filmregisseurin und Drehbuchautorin

### Wernl
- Wernle, Georg Christian (1825–1879), württembergischer Oberamtmann
- Wernle, Paul (1872–1939), Schweizer evangelischer Theologe und Hochschullehrer
- Wernli, Henri (1898–1961), Schweizer Schwinger und Freistilringer
- Wernli, Judith (* 1973), Schweizer Radio- und Fernsehmoderatorin
- Wernli, Jürg (* 1950), Schweizer Politiker (FDP) des Kantons Appenzell Ausserrhoden
- Wernli, Kurt (1942–2023), Schweizer Politiker
- Wernli, Tamara (* 1972), Schweizer Autorin, Kolumnistin, Videobloggerin und Moderatorin
- Wernly, Fabienne (* 1989), Schweizer Radiomoderatorin

### Werno
- Werno, Tadeusz (1931–2022), polnischer römisch-katholischer Geistlicher und Weihbischof in Koszalin-Kołobrzeg

### Werns
- Wernsdorf, Ernst Friedrich (1718–1782), deutscher evangelischer Theologe und Kirchenhistoriker
- Wernsdorf, Gottlieb der Ältere (1668–1729), deutscher lutherischer Theologe und Historiker
- Wernsdorf, Gottlieb I. (1717–1774), deutscher Pädagoge, Rhetoriker und Autor
- Wernsdorf, Gottlieb II. (1747–1802), deutscher Rechtswissenschaftler
- Wernsdorf, Johann Christian Gottlieb (1755–1822), deutscher Hochschullehrer und Philosoph
- Wernsdorf, Johann Christian I. (1723–1793), deutscher Schriftsteller; Dichter und Rhetoriker
- Wernsdorfer, Wolfgang (* 1966), deutscher Physiker
- Wernsmann, Rainer (* 1969), deutscher Rechtswissenschaftler
- Wernstedt, Jürgen (* 1940), deutscher Regelungstechniker und Hochschullehrer für Systemanalyse
- Wernstedt, Rolf (* 1940), deutscher Politiker (SPD), MdLRolf Wernstedt (* 1940)

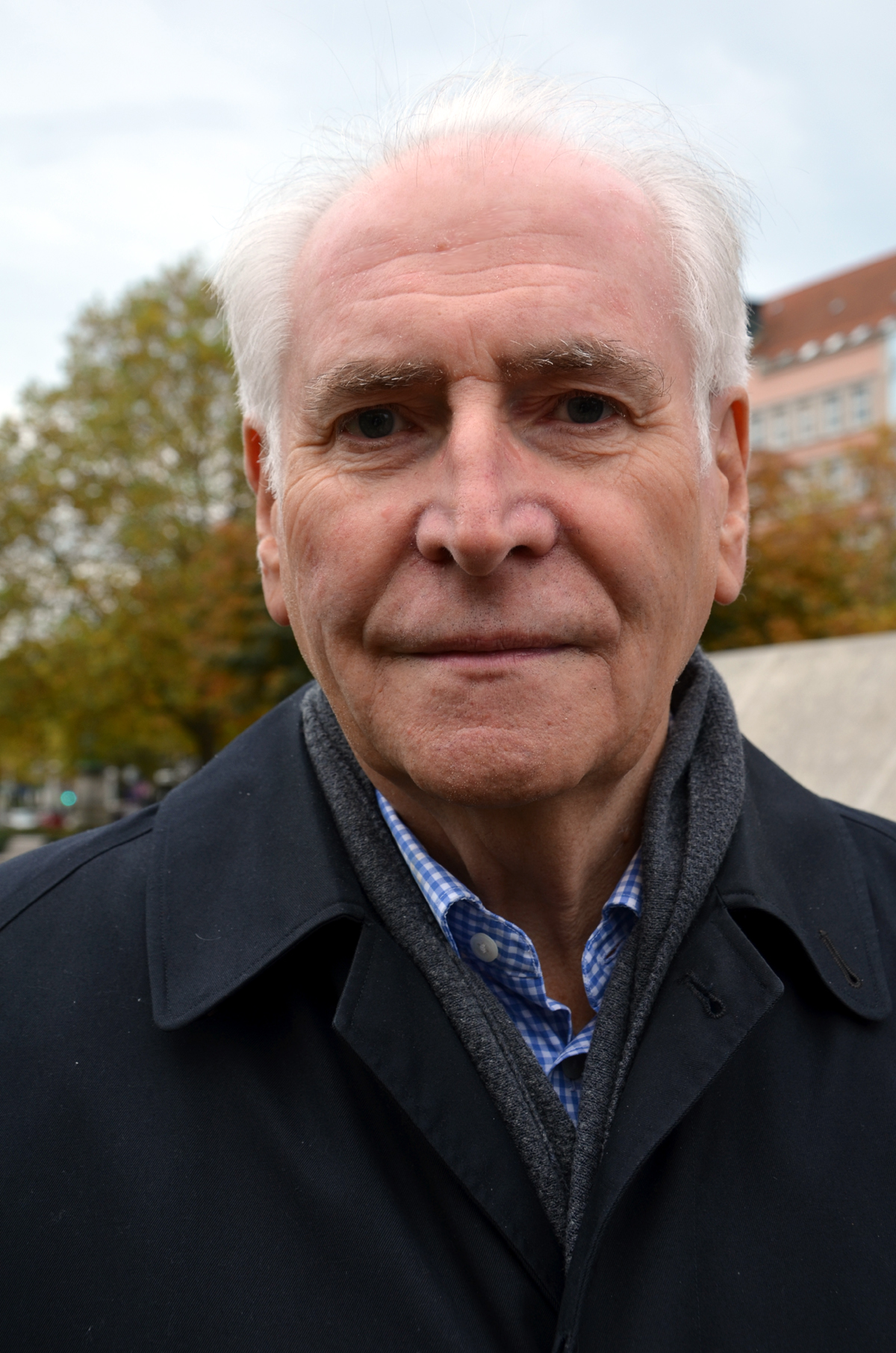
Rolf Wernstedt (* 1940)

- Wernstedt, Thela (* 1968), deutsche Medizinerin und Politikerin (SPD), MdL
- Wernström, Sven (1925–2018), schwedischer Kinder- und Jugendbuchautor

### Wernt
- Werntgen, Bruno (1893–1913), deutscher Flugpionier und Fluglehrer
- Werntgen, Tony (1875–1954), deutsche Luftfahrtpionierin
- Wernthaler, Bastian (* 1976), deutscher Basketballtrainer und Rechtsanwalt
- Werntho Schenk von Reicheneck († 1335), Bischof von Bamberg

### Wernw
- Wernwag, Lewis (1769–1843), deutsch-amerikanischer Unternehmer und Brückenbauer

### Werny
- Werny, Marga Maria (1913–1994), deutsche Schauspielerin
- Werny, Zacharias (1791–1892), deutscher Soldat in den Befreiungskriegen
- Wernyhora († 1769), ukrainischer Volkssänger und Prophet

### Wernz
- Wernz, Franz Xaver (1842–1914), deutscher Geistlicher, Generaloberer der Societas Jesu (Jesuiten)
- Wernz, Johann (1819–1895), Reichsoberhandelsgerichtsrat und Senatspräsident beim Reichsgericht
- Wernz, Valentin (* 1995), deutscher Triathlet